# Бен-Гурион, Давид
Дави́д Бен-Гурио́н (ивр. דָּוִד בֶּן-גּוּרְיוֹןо файле‎, при рождении Давид Йосеф Грин (идиш דוד יוסף גרין‎, пол. Dawid Józef Grün); 16 октября 1886, Плоньск, Плоцкая губерния, Российская империя — 1 декабря 1973, Тель-Авив, Израиль) — израильский политический и государственный деятель, крупный деятель сионизма, лидер еврейского рабочего движения в Палестине и первый премьер-министр Израиля (1948—1953, 1955—1963). Министр обороны (1948—1953, 1954—1963) и министр транспорта (1952), депутат 1—7 созывов кнессета (1949—1970). Один из отцов-основателей Государства Израиль.
Родился в зажиточной еврейской семье в Российской империи. Под влиянием отца и деда с ранней юности увлёкся сионизмом и в 1906 году отправился в составе Второй алии в Палестину (тогда в составе Османской империи), где стал членом партии Поалей Цион. Учился в Варшавском (агрономия) и Стамбульском университетах (юриспруденция), но ни один не окончил. В 1915—1917 годах жил в США, где создал молодёжное движение Гехалуц, а в 1918 году принял непродолжительное участие в Первой мировой войне на Палестинском фронте в составе британской армии. Вернулся в Палестину в 1919 году и стал одним из лидеров сионистского движения, стал основателем и председателем социалистическо-сионистской партии МАПАЙ (1930—1963), а также, председателем Еврейского агентства Израиля (1935—1948). 
Давид Бен-Гурион 14 мая 1948 года зачитал Декларацию независимости Израиля и возглавил молодое государство. Под руководством Бен-Гуриона Израиль отстоял свою независимость в Арабо-израильской войне 1947—1949 годов, существенно повлиял на создание Армии обороны Израиля (ЦАХАЛ) в 1948 году. Именно он заложил фундамент еврейского государства, напрямую повлияв на решение ключевых вопросов и формирование основных институтов Государства Израиль. 
Его левый блок во главе партии МАПАЙ победили на парламентских выборах 1949 года и он стал первым премьер-министром страны. Принял первый израильский основной Закон о возвращении (1950). В 1953 году добровольно ушёл в отставку со всех постов, но в 1954 году вернулся на пост министра обороны, а в 1955 его попросили вернуться на пост премьер-министра, где он успешно сыграл в Синайской кампании, поскольку Армия обороны Израиля разгромила армии арабских стран и оккупировала Синайский полуостров. В 1963 году ушёл в отставку с правительственных постов, но был членом Кнессета ещё до 1970 года в составе фракции левоцентристской партии РАФИ. 
Умер в Тель-Авиве в 1973 году, после Войны Судного дня. В историографии считается символом исторического возрождения Израиля как независимого государства. Журнал Тайм назвал его «Отцом-основателем Государства Израиль».

## Биография

### Детство и юность

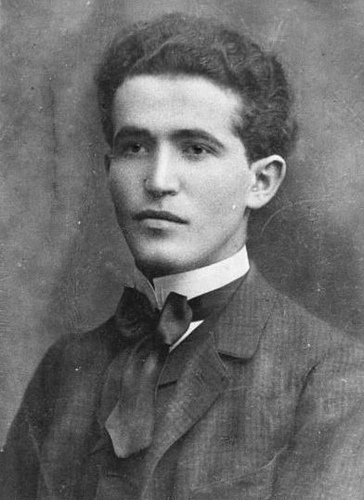
Молодой Бен-Гурион.

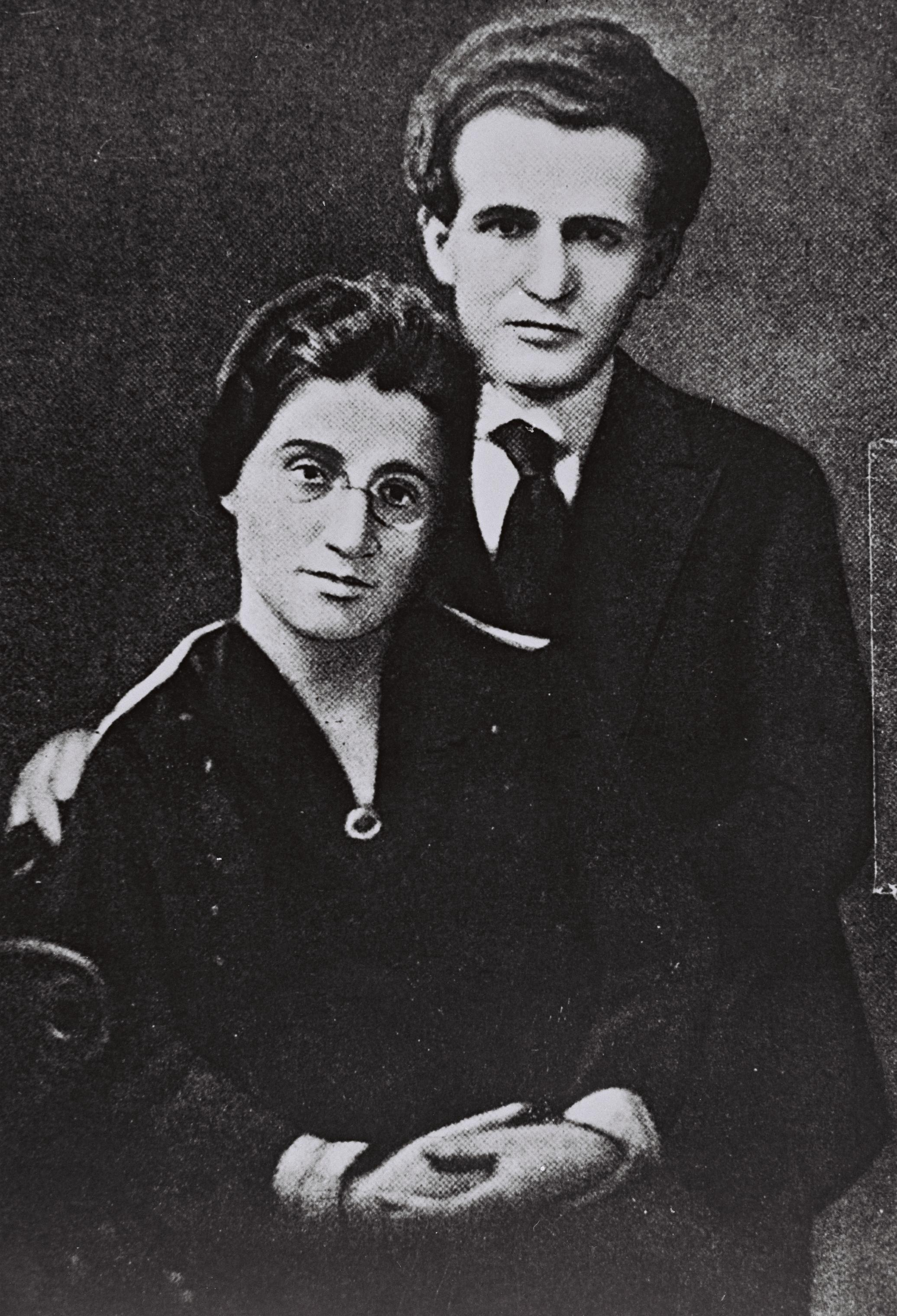
Паула Манбос и Бен Гурион перед бракосочетанием в Нью-Йорке.

Давид Иосиф Грин родился 16 октября 1886 года в еврейской семье в городе Плоньск Плоцкой губернии. В 1881 году, за 5 лет до рождения Давида, из 7800 жителей Плоньска 4500 были евреями.
Отец Давида, Виктор (Авигдор) Грин соблюдал еврейские традиции (принадлежал к движению митнагдим), был одним из основателей «Ховевей Цион» («Любящих Сион») в Плоньске, а позже стал убеждённым сионистом. Он работал судебным писцом с правом исполнения обязанностей стряпчего. Эта должность позволила ему занять высокое место среди евреев Плоньска. Мать Давида — Шейндл Грин (урождённая Фридман) — умерла, когда мальчику было 10 лет, при очередных родах. Для Давида, очень привязанного к матери, её смерть стала большим ударом. Новую жену отца Давид игнорировал до самой её смерти.
Дед Давида, Цви Арье Грин, свободно говорил на иврите, по-польски, по-немецки и по-русски, преподавал иврит в еврейской школе и хорошо разбирался в учениях и законах Торы. Кроме Виктора, Цви Арье имел ещё троих сыновей. Он учил ивриту Давида и остальных своих шестерых внуков. И дед, и отец Давида были активными членами «Общества друзей знания и Торы», основанного плоньской интеллигенцией в 1895 году.
В пять лет Давид Грин поступил в хедер, традиционную еврейскую начальную школу. Под влиянием отца и старшего брата Абрама Давид проникся идеями сионизма.
В 1900 году Давид Грин, вместе со своими друзьями Шломо Цемахом и Шмуэлем Фуксом, создал молодёжное общество «Эзра», одной из главных целей которого было распространение иврита среди детей еврейской бедноты Плоньска.
Грин считал, что для построения еврейского государства нужны строители. Поэтому в 1904 году он принял решение поехать в Варшаву; жил у родственников и преподавал в еврейской школе. Смог поступить в Императорский Варшавский университет на отделение «сельского хозяйства». В 1905 году он вступил в движение «Поалей Цион». Во время революции 1905 года дважды арестовывался.
После возвращения в Плоньск Грин организовал местное отделение «Поалей Цион» и начинал агитацию против Бунда — еврейской несионистской организации.
В 1906 году, в составе второй алии, Давид Грин эмигрировал в Палестину, находившуюся тогда под владычеством Османской империи.

### Первые годы в Палестине
7 сентября 1906 года Давид Грин на российском пароходе прибыл в Палестину, в порт Яффо. Вместе с ним в Палестину прибыла группа его друзей-плончан, среди которых была и его любовь Рахель Нелкина. Яффо разочаровал сиониста-идеалиста Грина: город был грязен, в нём жило много торговцев-арабов, и, что ещё больше возмутило Давида, торговцев-евреев. В тот же день Грин в составе группы из четырнадцати новоприбывших евреев отправился в Петах-Тикву. Вместе с ним шёл его плоньский друг Шломо Цемах, в пути они провели всю ночь, а утром Шломо и Давид устроились на работу на апельсиновую плантацию в Петах-Тикве.
Осенью 1906 года Давид Грин посетил первый съезд партии «Поалей Цион» в Палестине, где был избран в центральный комитет партии. Также он был избран в специальную комиссию, которой предстояло создать программу партии. Позже эта программа, провозглашавшая своей целью создание еврейского государства в Палестине, получила название «Рамлская платформа». Вскоре после этого было принято решение распустить центральный комитет и заменить его на временный руководящий центр, который состоял из двух человек — Давида Грина и Исраэля Шохета. Перед руководящим центром партия поставила задачу — реорганизовать партию. Однако создание руководящего центра не было переломным моментом в истории партии, это был лишь небольшой сдвиг, и попытка Грина сделать иврит официальным языком партии не удалась. В 1907 году по заданию партии он составлял воззвания «Еврейской социал-демократической партии в Эрец Исраэль».
В 1907 году Давид Грин искал «своё место» в Палестине. Зиму 1906—1907 годов он прожил в Петах-Тикве и Яффе, весной провёл несколько дней в новом еврейском поселении — Кфар-Сава, а после этого отправился в Ришон-ле-Цион работать на винном заводе. Затем Грин некоторое время пробыл в Реховоте. Он даже захотел перевезти сюда из Плоньска свою семью, купить землю и стать поселенцем, однако отошёл от этой идеи, так как хотел жить в полностью еврейской деревне, работать бок о бок с евреями-земледельцами. Однажды Грин встретил своего плоньского друга Шломо Цемаха, который рассказал Давиду о своей жизни в Галилее. После этого Грин принял решение переехать жить в Галилею. В составе группы во главе с Цемахом Давид Грин пешком пошёл в Галилею, и после трёх дней пути добрался до поселения Саджера.
В Саджере Грин нашёл «свою» Эрец-Исраэль. В 1907 году в этом поселении — единственном в Палестине — всю работу выполняли евреи. Сперва Грин работал на опытной ферме, а позже в хозяйстве Рогачевского. В Саджере Давид всё чаще чувствовал одиночество, об этом он писал в своём последнем письме к другу Шмуэлю Фуксу; ответа на это письмо Грин не получил, и связь между ним и Фуксом прервалась на много лет. Другой его друг Шломо Цемах вскоре уехал жить в Метулу, а его любовь Рахель Нелкина вышла замуж. Это событие произвело сильное впечатление на молодого Давида.

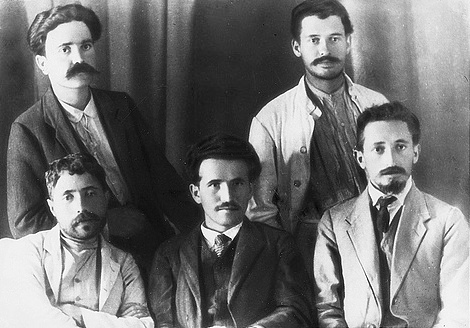
Редакция газеты «Единство». Бен Гурион в центре

Его одиночество усугубляла разлука с семьёй. В 1908 году Давид Грин достиг призывного возраста в России. В сентябре 1908 года он сел на пароход в Яффе и отправился в Россию, чтобы его отцу не пришлось платить 300 рублей за его неявку на призывной пункт. Давид успешно добрался до Плоньска, встретился со своей семьёй и явился на призывной пункт, где присягнул на верность русскому царю и вскоре дезертировал из военного лагеря. Он перешёл немецкую границу по фальшивым документам и уже в конце декабря того же года вернулся в Палестину.
По прибытии в Палестину Грин поселился в созданной за время его отсутствия в Палестине деревне Кинерет — красота одноимённого озера, на берегу которого располагалась деревня, поразила его. Вскоре Давид Грин прибыл в поселение Милхамия, где провёл несколько недель, после чего вернулся в Саджеру, которую он в то время считал своим домом. Саджера в описываемый период была одним из образцовых еврейских поселений, бо́льшую часть работ здесь выполняли евреи, однако охрана поселения обеспечивалась черкесами. Жители Саджеры, в число которых входил и Грин, были убеждены, что охрана должна быть передана еврейскому населению. Для этого им пришлось пойти на хитрость. Однажды рабочие ночью увели кобылу у возглавлявшего поселение Краузе. Когда управляющий обнаружил пропажу, черкес-охранник уже спал в соседней деревне. После этого случая охрана поселения обеспечивалась евреями. Во время Песаха 1909 года Давид Грин стал свидетелем убийства арабами нескольких его товарищей. Это произвело на него сильное впечатление и повлияло на его взгляды на оборону. После этого случая Грин вступил в военную организацию «Ха-Шомер».
Осенью 1909 года Грин покинул Саджеру и отправился в поселение Явниэль, по дороге куда он был ограблен арабом. Вскоре вор был пойман, но похищенное имущество возвращено не было. Проведя несколько недель в Явниэле Давид перебрался в Зихрон-Яков, который ему понравился и в котором он решил остаться. Здесь Грин занялся изучением французского и арабского языков. Незадолго до этого, в 1908 году, произошло восстание младотурок в результате которого национальные меньшинства получили право избираться в парламент Османской империи, и Давид Грин всерьёз задумался о том, чтобы стать представителем еврейского рабочего движения в Палестине в законодательных органах метрополии. Для осуществления этой цели Грин решил стать адвокатом. Чтобы поступить в университет он начал ещё более упорно изучать иностранные языки.
На одном из собраний партии «Поалей Цион» Грин выступил с пламенной речью на иврите, продолжая говорить на этом языке несмотря на просьбы слушателей перейти на более понятный им идиш. Под конец речи в зале осталось лишь три человека — сам Грин, Ицхак Бен-Цви и Рахель Янаит. На конференции партии «Поалей Цион», которая проходила весной 1910 года, Янаит и Бен-Цви потребовали ввести Грина в состав редакции партийной газеты «Ха-ахдут» (Единство). Для работы в газете ему пришлось переехать в Иерусалим, где он снял небольшую комнату в Старом городе. За свою работу в «Ха-ахдут» Грин получал десять франков, которых ему хватало только на оплату жилья и скудный обед. Спустя несколько месяцев полуголодной жизни Давид всё-таки решился попросить прибавку к зарплате, которую он получил, но всё равно ощущал нехватку средств. Первые статьи Грина вышли в печать без указания автора, так как подписаться собственным именем он не решился. В следующем номере газеты он уже публиковался под своим новым именем — Бен-Гурион, которое взял у исторического персонажа Иосифа Бен-Гуриона. Бен-Гурион прожил в Иерусалиме ещё год, в это время он активно печатался в «Ха-ахдут» и вместе с Ицхаком Бен-Цви ухаживал за Рахель Янаит.
1 августа 1911 года Бен-Гурион и Бен-Цви должны были представлять палестинское отделение «Поалей Цион» на Всемирном съезде партии, который проходил в Вене. Из Вены Бен-Гурион писал в Палестину, что после конференции он не планирует возвращаться в Палестину и намерен переехать в Салоники.

### Учёба

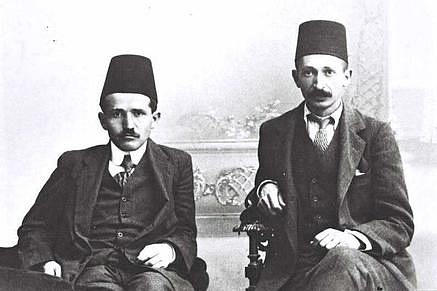
Ицхак Бен-Цви и Давид Бен-Гурион (слева) в Стамбуле (1912 год).

7 ноября 1911 года Бен-Гурион прибыл в Салоники, где намеревался выучить турецкий язык, а после этого изучать право в Стамбуле. Бен-Гурион считал, что палестинские евреи должны принять турецкое подданство и бороться за свои интересы через государственные институты империи. Он намеревался стать кандидатом в депутаты турецкого парламента и в случае избрания содействовать развитию еврейской государственности в Палестине.
Давид Бен-Гурион прожил в Салониках один год. Несмотря на то, что в городе была крупная еврейская община, он чувствовал себя одиноким. Деньги на учёбу ему присылал отец, который обрадовался, узнав, что его сын бросил сельское хозяйство и занялся юриспруденцией. Турецкому языку Давид обучался у еврея — студента юридического факультета. Друзья Давида Ицхак Бен-Цви и Исраэль Шохет также решили получить образование в Стамбуле.
Весной 1912 года Бен-Гурион блестяще сдал экзамены для поступления в школу права при Стамбульском университете. Учась в университете, Давид переменил свой имидж, после чего усы, подстриженные на турецкий манер, длиннополый сюртук и феска уже не позволяли отличить его от других жителей Стамбула. Начавшаяся в 1911 году Итало-турецкая война со временем подступила к Стамбулу, Стамбульский университет был закрыт, а студенты отправлены на фронт. Ещё до закрытия университета Бен-Гурион и Бен-Цви приняли решение вернуться в Палестину.
По прибытии в Палестину Бен-Гурион в составе бактериологической комиссии Штрауса отправился в Тверию, чтобы ухаживать там за инфекционными больными. Спустя четыре месяца он вернулся в Стамбул, где несколько раз болел. Ему не хватало денег, которые высылал ему отец, материальное положение которого становилось хуже, и вскоре по совету Ривки (старшей сестры Давида) Виктор Грин предложил сыну оставить учёбу и вернуться в Россию. Давид, однако, ответил, что достижению поставленной им перед собой цели помешать может только смерть.
В декабре 1913 года из-за болезни Бен-Гурион был вынужден провести несколько месяцев в одной из стамбульских больниц и после этого получил деньги от отца для возвращения в Плоньск. Два месяца Давид провёл в родном городе в доме сестры Ривки, а затем вернулся в Стамбул и сдал все экзамены за год.

### Возвращение в Палестину
28 июля 1914 года Бен-Гурион и Бен-Цви сели на российский пароход «Корнилов». О начале Первой мировой войны они узнали 1 августа, когда два немецких корабля («Гебен» и «Бреслау») погнались за «Корниловым», который после изнурительной гонки всё-таки прибыл в Яффу.
В это время турки ввели для евреев специальный налог, а евреев, которые не были подданными Османской империи, начали высылать из страны. В ответ на это ведущие сионистские лидеры (Жаботинский, Вейцман и другие) призвали палестинское еврейство поддержать страны-участницы Антанты. Бен-Гурион и Бен-Цви выступили против этого и развернули среди евреев агитацию за принятие турецкого подданства. Они опасались, что, если евреи выступят против турок, те изгонят их из Палестины. Им даже удалось добиться разрешения сформировать роту еврейской милиции, однако она была распущена решением Джемаль-паши, который также закрыл газету «Ха-ахдут» и объявил сионистов врагами империи. Бен-Гурион и Бен-Цви допрашивались и в апреле 1915 года были высланы из Палестины за связь с сионистским движением.

### Жизнь в Америке
Весной 1915 года Бен-Гурион и Бен-Цви сели на греческий пароход «Патрос» и отправились в Соединённые Штаты Америки. Вскоре они прибыли в Нью-Йорк, где их встретили члены партии «Поалей Цион». Бен-Гурион и Бен-Цви прибыли в США, чтобы организовать там отделения движения «Гехалуц». По прибытии они обратились к руководству партии с просьбой организовать им турне по стране, чтобы создать в каждом городе, который они посетят, ячейку нового движения. Бен-Гурион ездил по стране, выступал, однако лишь единицы вступали в новое движение. «Гехалуц» был выражением его взглядов, он считал, что евреи должны владеть Эрец-Исраэль, использовать и возделывать её землю.
Нашу землю мы получим не из рук международного конгресса или правящей державы, а из рук еврейского труженика, который приедет, чтобы пустить в неё корни, жить на ней и оживить её. Эрец-Исраэль будет нашей, когда мы будем составлять большинство трудящихся на ней и охраняющих её.
Цитата из статьи Бен-Гуриона «Дарование земли»

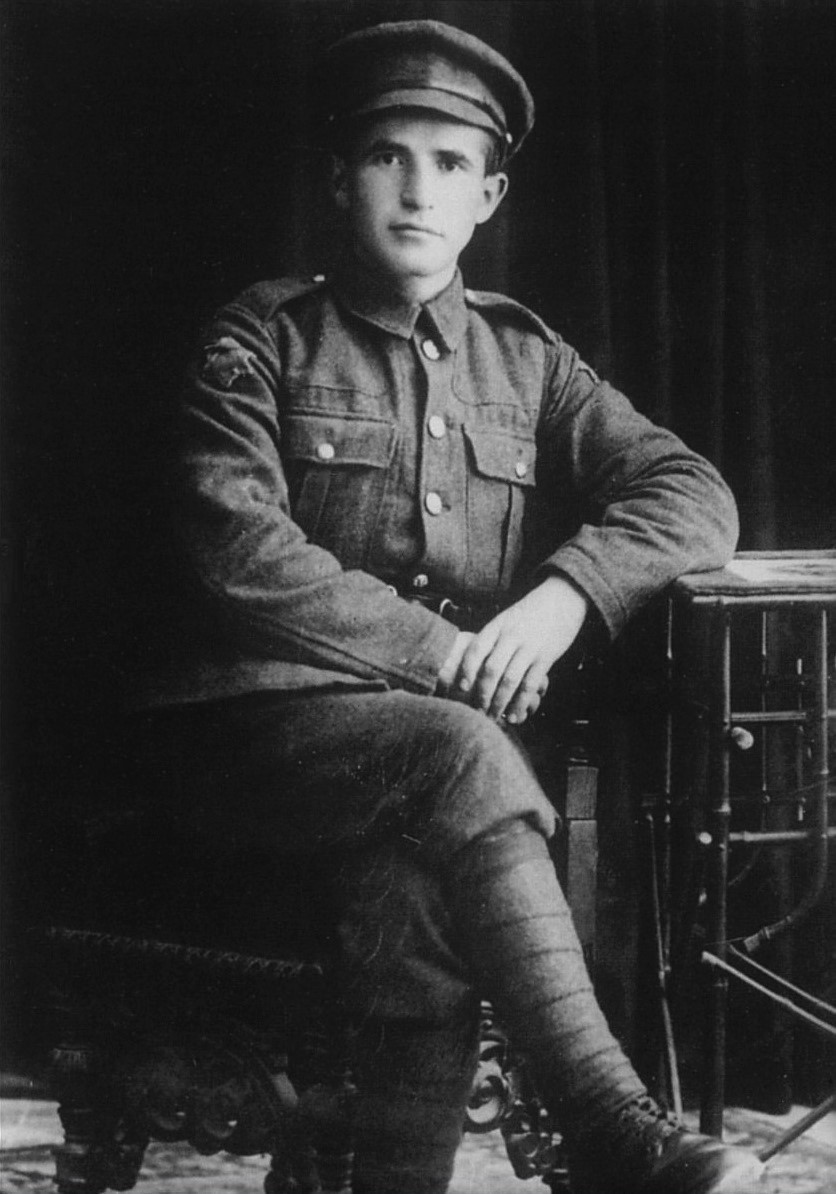
Рядовой Бен-Гурион, Еврейский легион (1918 год).

В том же 1915 году он выступил с речью на съезде «Поалей Цион» в Кливленде. Бен-Гурион выступил против создания еврейского государства сразу после окончания Первой мировой войны.
Несмотря на старания Бен-Гуриона и Бен-Цви, движение «Гехалуц» не стало популярным в США. Тогда они выпустили два сборника «Халуц». Также была выпущена книга «Изкор», рассказывающая о героических смертях евреев — членов отрядов самообороны. Так как книга имела большой успех, было решено выпустить ещё одну книгу о Палестине. Готовя материал к этой книге, «Эрец-Исраэль», Бен-Гурион много времени проводил в крупных библиотеках Нью-Йорка и Вашингтона. За работу над книгой он получал от «Поалей Цион» десять долларов в месяц. Весной 1918 года книга вышла в свет.
В 1917 году Давид Бен-Гурион познакомился с Полиной Монбаз, еврейкой из Минска, которая в то время работала медсестрой в одной из нью-йоркских больниц и начала помогать ему в собирании материалов к книге. 5 декабря 1917 года они поженились, пара сняла квартиру на улице Эдпорт в Бруклине, где Бен-Гурионы прожили всего четыре месяца.
2 ноября 1917 года увидела свет Декларация Бальфура, в которой министр иностранных дел Великобритании Артур Бальфур сообщал лорду Ротшильду о том, что британское правительство благосклонно относится к идее создания национального очага для еврейского народа в Палестине. На фоне всеобщего ликования Бен-Гурион скептически отнёсся к этому документу: он по-прежнему считал, что евреи сами вернут себе родину. Вскоре стало ясно, что Османская империя проигрывает войну, и тогда Бен-Гурион, как и другие сионистские лидеры, выступил за создание еврейского соединения в составе армии одной из стран Антанты. Он едет в Вашингтон, где встречается с Луисом Брандейсом, членом Верховного суда США и сионистом. Бен-Гурион рассказал Брандейсу о своей идее создать в составе армии Соединённых Штатов еврейский полк, который надо будет послать воевать в Палестину. Эта идея заинтересовала Брандейса, и он изложил её президенту США Вудро Вильсону. Однако тот отверг это предложение, так как США воевали с Германией, а не с Турцией.
Однако еврейский полк был всё-таки создан по предложению Жаботинского, но уже в составе британской армии. 26 апреля 1918 года Бен-Гурион решил вступить в Еврейский легион, чем расстроил свою жену, которая на тот момент находилась на четвёртом месяце беременности. 28 мая он присягнул на верность Британии, а уже 29 мая выехал в тренировочный лагерь в Виндзоре, Канада. По прибытии в лагерь Давид встретил своего друга Ицхака Бен-Цви, который прибыл туда на неделю раньше.
В 1918 году Бен-Гуриону было уже тридцать два года, он был сложившимся политическим деятелем и на каждом митинге демонстрировал свой талант оратора. Начальство приметило его, и ему предложили принять чин капрала, но Бен-Гурион от него отказался, так как считал, что будет более полезен в качестве обычного солдата. Однако майор убедил его принять чин, так как после высадки войск на другом континенте руководство будет сосредоточено в руках военных командиров, а не выборных комитетов.
11 июля 1918 года Бен-Гурион отплыл в Великобританию, 14 августа его войсковую часть перебросили в Египет, куда он прибыл 28 августа. Спустя неделю после прибытия в Египет Давид заболел дизентерией, после чего несколько недель пролежал в госпитале. Там он получил телеграмму от жены, Полины, о том, что у них родилась дочь. 3 ноября Бен-Гурион прибыл в Палестину, так и не поучаствовав в боевых действиях: к этому моменту Синайско-Палестинская кампания окончилась и Палестина перешла в руки британцев.

### Период Британского мандата
Ещё в то время, когда Бен-Гурион лежал в Каирском военном госпитале, он прочитал статью Берла Кацнельсона «Навстречу грядущим дням», главной идеей которой было строительство еврейского государства руками евреев-земледельцев. Прочитав эту статью, Давид Бен-Гурион понял, что они с Кацнельсоном единомышленники. Из больницы Давид отправляется в лагерь Еврейского легиона, где встречается с Кацнельсоном и предлагает ему объединить все партии рабочих в Палестине в единую партию. Без особого энтузиазма Кацнельсон принимает его предложение.
Вскоре легион перевели в Палестину, где он был размещён в Сарафанде, неподалёку от Рамлы. Спустя некоторое время капрал Бен-Гурион отлучился из военного лагеря на четыре дня. После возвращения его ждал военный трибунал, в результате которого он был разжалован в рядовые и переведён в другую роту, а через несколько дней получил месячный отпуск, из которого не вернулся.
В феврале 1919 года Бен-Гурион выступил с важной речью на съезде партии «Поалей Цион», в которой призывал партийцев проголосовать за объединение с партией «Ха-Поэль ха-Цаир». Несмотря на непопулярность молодого Бен-Гуриона среди членов партии, они приняли его предложение, однако съезд «Ха-поэль ха-Цаир» отверг это предложение, во многом благодаря давлению своего лидера, Иосифа Шпринцака.
После неудачной попытки объединить крупные рабочие партии Кацнельсон и Бен-Гурион созвали «Всеобщую конференцию рабочих Эрец-Исраэль», которую посетили более восьмидесяти делегатов, поддержавших план объединения. Делегаты решили назвать новое объединение «Ахдут ха-Авода». Однако новая партия не объединила всех еврейских рабочих Палестины, и хотя к ней присоединились некоторые члены «Ха-поэль ха-Цаир», в целом та продолжала действовать отдельно.
Весной 1920 года по поручению партии «Ахдут ха-Авода» Бен-Гурион отправился в Великобританию, где ему предстояло наладить контакты с Лейбористской партией и возглавить бюро всемирного союза «Поалей Цион». Некоторое время он пробыл в Лондоне, а потом отправился в Вену на съезд «Поалей Цион». Во время съезда ему пришла телеграмма от жены Полины и он был вынужден вернуться в Лондон.
В декабре 1920 года в городе Хайфа прошла первая (учредительная) конференция Гистадрута — Общей федерации рабочих Эрец-Исраэль, но Бен-Гурион её посетить не смог, так как находился за рубежом. В 1921 году он возвращается в Палестину и в декабре того же года его вводят в секретариат Гистадрута, который по его предложению переехал из Тель-Авива в Иерусалим. Бен-Гуриону и другому секретарю партии Давиду Закаю было поручено выпускать официальную газету (орган) Гистадрута. Живя в Иерусалиме, Бен-Гурион испытывал финансовые трудности, большую часть своей небольшой зарплаты он отправлял жене и детям, также высылая деньги отцу в Плоньск. Несмотря на нехватку денег, в этот период Бен-Гурион покупает много книг на самые разные темы.
Занимаясь делами рабочего движения, Бен-Гурион много ездил по стране, пытался помочь разрешению проблем рабочего класса, выступал с речами на митингах. В августе 1923 года Бен-Гурион посетил СССР во время проведения Всероссийской сельскохозяйственной и кустарно-промышленной выставки в Москве, в которой участвовал и Гистадрут. Работая в Гистадруте, Бен-Гурион показал себя хорошим организатором, были сформированы шесть департаментов, которые стали прообразами будущих министерств.
Давид Бен-Гурион стремился к объединению всех рабочих движений Палестины, и в 1930 году при его активном участии была создана партия МАПАЙ (Рабочая партия Эрец-Исраэль), в рамках которой наконец объединились «Ахдут ха-Авода» и «Ха-Поэль ха-Цаир». Бен-Гурион стал её первым лидером, а поскольку МАПАЙ была также и международной силой, Бен-Гурион теперь стал лидером международного сионизма.
На сионистском конгрессе в Праге (1933 год) Бен-Гурион был избран одним из членов исполнительного комитета Еврейского агентства, организации, которая имела власть над еврейским населением Палестины. В 1935 году Бен-Гурион был избран председателем Еврейского агентства.

С 1933 года Бен-Гурион активно содействовал эмиграции евреев из нацистской Германии в рамках соглашения Хаавара.
После начала арабского восстания в 1936 году Бен-Гурион стал одним из инициаторов политики сдержанности. Главным принципом этой политики являлось укрепление сил и воздержание от крупных атак на нападавших на еврейское население арабских националистов и избежание нанесения ущерба мирному населению. В 1937 году, наряду с Хаимом Вейцманом и Моше Шаретом, он поддержал рекомендации комиссии Пиля, согласно которым территория Эрец-Исраэль к западу от реки Иордан должна была быть разделена на две части. Сам Бен-Гурион позже напишет об этом в письме своему сыну:

Еврейское государство в части [Палестины] — это не конец, а начало… обладание территорией важно не только как таковое… благодаря ей мы увеличим нашу силу, а любое увеличение нашей силы облегчает взятие под контроль страны целиком. Создание [маленького] государства… будет служить очень мощным рычагом в нашем историческом усилии возвратить всю страну.Оригинальный текст (англ.)[A] Jewish state in part of [Palestine] is not the end but beginning… Our possesion is important not only for itself… through this we increase our power, and every increace in power facilitates getting hold of the country in its enternity. Establishing a [small] state… will serve a very potent lever in our historical efforts to redeem the whole country.

Арабское население резко осудило любой раздел территории Палестины и сорвало эту инициативу. Под давлением арабских протестов британские власти были вынуждены в 1939 году выпустить Белую книгу, которая ограничивала возвращение евреев на свою историческую родину, также ограничивалась продажа евреям земли. Все эти меры должны были не допустить роста еврейского населения страны.
Бен-Гурион перешёл от пассивной политики (политики сдерживания) к активной, которая включала в себя нелегальную иммиграцию и создание новых поселений в местах, где это запрещалось британским законом.

### Вторая мировая война
1 сентября 1939 года германские войска вторглись на территорию Польской Республики, а третьего сентября Давид Бен-Гурион вернулся в Палестину из заграничной поездки. На одном из совещаний лидеров «Хаганы» — сил самообороны еврейского ишува — он произнёс речь, в которой развил мысль о том, что эта война представляет реальный шанс создать еврейское государство, и прежде всего для этого необходимо создать еврейскую армию. Бен-Гурион надеялся на улучшение отношений еврейского населения с английским правительством и ослабление режима «Белой книги», однако этого не произошло, Британия, наоборот, ужесточила свою политику. 28 февраля 1940 года был опубликован антисионистский земельный закон, который поделил территорию Палестины на три сектора. Только в одном из них, куда входила долина Шарон, евреям можно было покупать землю. На следующий день Бен-Гурион подал в отставку с поста председателя правления Еврейского Агентства.
Теперь он хотел посвятить себя борьбе с британскими властями. 29 февраля по предложению Бен-Гуриона прошла всеобщая забастовка еврейских рабочих Палестины, по стране прокатилась волна демонстраций, которые иногда перерастали в стычки с полицией. В крупных городах люди вышли на улицы с кирками и камнями, а также с флагами и лозунгами. 5 марта произошли стычки с полицией, в которых участвовала и Хагана. Вооружённое сопротивление властям раскололо ишув, по мнению некоторых это было помощью Третьему рейху, борьбу с которым вела тогда Великобритания. Бен-Гурион был непреклонен и призывал продолжать борьбу, однако на заседании правления Еврейского агентства 8 апреля 1940 года его предложения были отвергнуты, и он подал в отставку. После того, как другие члены Правления отказались её принимать, он на девять месяцев уезжает за границу.
В Лондоне Бен-Гурион встречался с сионистскими деятелями, у которых искал поддержки своих идей, но и тут он поддержки не встретил. Тем временем война разразилась с новой силой, Германия напала ещё на несколько стран. Ввиду этого Бен-Гурион выдвинул новый лозунг: «Мы будем воевать против Гитлера, словно не существует „Белой книги“, и мы будем бороться против „Белой книги“ так, словно нет Гитлера». Вскоре в отставку ушёл Чемберлен, новым премьер-министром Великобритании стал Уинстон Черчилль, который положительно относился к сионизму и имел в своём окружении несколько просионистски настроенных людей.
С началом Второй мировой войны Бен-Гурион поддержал еврейских добровольцев, вступавших в британскую армию, в то же время он считал необходимым продолжать бороться против Великобритании в Палестине.
В этот период деятельность по противодействию британским властям была приостановлена. Британская армия начала вербовать евреев в армию, также было создано еврейское национальное соединение — Еврейская бригада. В начале войны военизированные еврейские организации «ЭЦЕЛ» и «ЛЕХИ» также приостановили свою деятельность против англичан, но позже эти организации возобновили борьбу против британских властей. Официальный ишув и «Хагана» во главе с Бен-Гурионом резко осудили действия «ЭЦЕЛа» и «ЛЕХИ».
В 1942 году Давид Бен-Гурион отправился в США, чтобы разъяснить позицию ишува по основным вопросам, тогда же он обнародовал «Билтморскую программу», которая открыла борьбу евреев за создание своего государства в Эрец-Исраэль. Во время Второй мировой войны и после её окончания Бен-Гурион выступал против Великобритании, которая, как и другие державы, игнорировала положение европейского еврейства.
После окончания войны руководство ишува активизировало борьбу против англичан, была развернута активная политическая борьба за создание еврейского государства. В этот период Бен-Гурион получил в Еврейском агентстве должность ответственного за безопасность. В этой должности он способствовал созданию еврейского сопротивления для организации совместной борьбы с британцами со стороны трёх подпольных организаций. Он предпринял срочные действия для покупки оружия и подготовки его доставки с тем, чтобы превратить организацию «Хагана» в армию, которая могла бы противостоять не только нерегулярным силам местных арабов, но и атакам армий арабских стран.
В сентябре 1947 года Бен-Гурион составил письмо, направленное лидерам религиозного движения «Агудат Исраэль». В письме он обещал пойти на ряд уступок в области права в будущем государстве. В частности, он обещал провозгласить субботу днём отдыха. Также Бен-Гурион обещал отказаться от гражданских браков и обеспечить автономию религиозного образования. Причиной к написанию такого письма было желание заручиться поддержкой всех кругов еврейского общества на территории подмандатной Палестины. Это письмо определило внутреннюю политику Государства Израиль на десятилетия, укрепив позиции религиозного сектора в государстве.
Бен-Гурион стал во главе борьбы официальных учреждений ишува и сионистского движения за утверждение в ООН плана раздела Палестины (рекомендации комиссии UNSCOP и решения Генеральной Ассамблеи от 29 ноября 1947 года о разделе Эрец-Исраэль на два государства — еврейское и арабское). Он провёл решение о провозглашении Государства Израиль, несмотря на интенсивное, до последней минуты, сопротивление этому шагу влиятельных лиц со стороны правых, левых, религиозных, а также внутри его собственной партии МАПАЙ.

### Государственная служба

#### Создание Государства
На 15 мая 1948 года было намечено окончание Британского мандата на Палестину, евреям предоставлялся шанс создать своё государство. Однако мнения на этот счёт разделились. Противодействие США и угроза захвата Палестины арабскими армиями заставляли многих задуматься о возможности создания государства. Эти настроения проникли также и в МАПАЙ. Видные деятели партии (Элиэзер Каплан, Давид Ремез и другие) выступили против немедленного создания государства, противоположную позицию занял Давид Бен-Гурион, за которым стояло большинство рядовых членов партии.

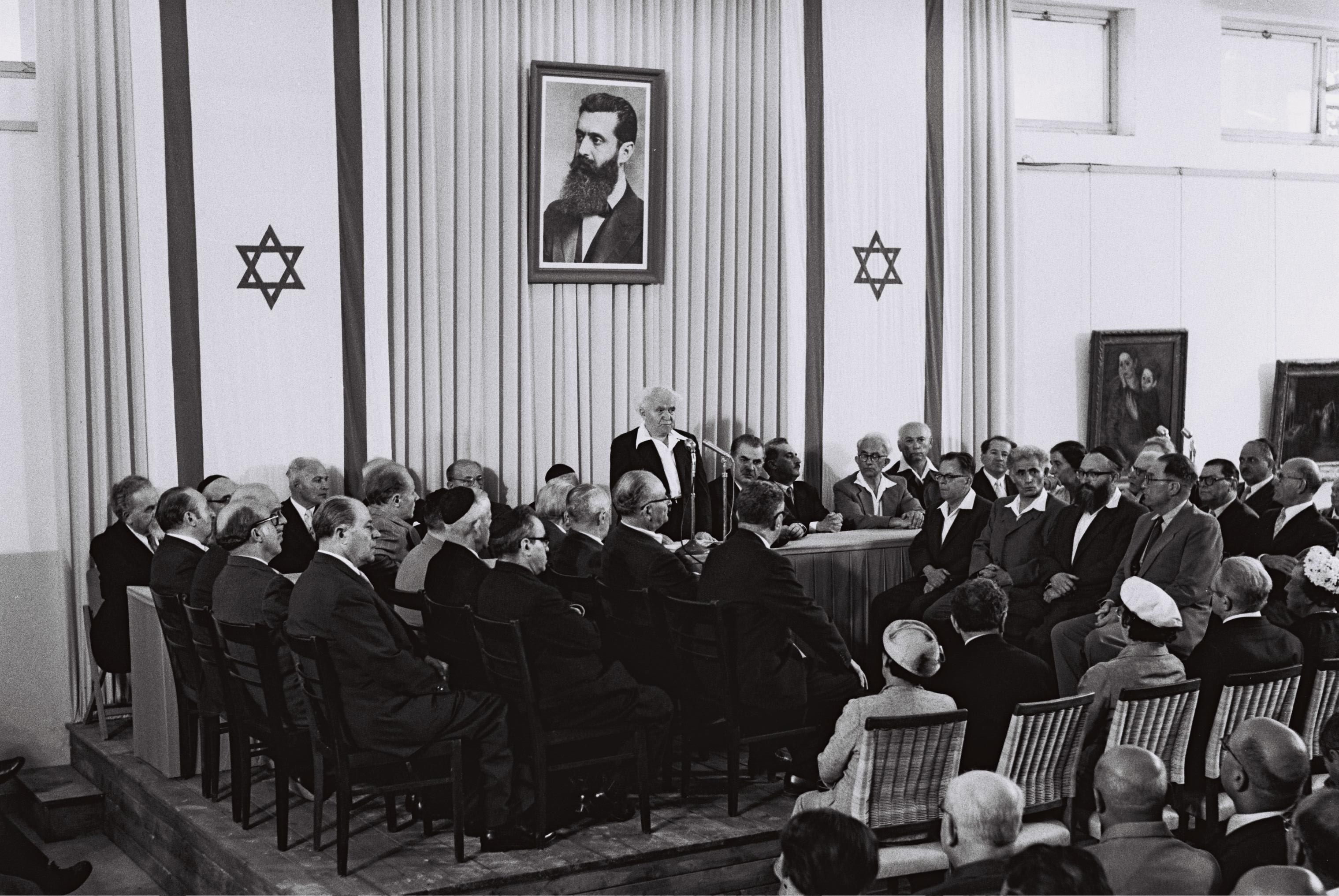
Подписание Декларации независимости Израиля

11 мая прошло совещание центрального комитета МАПАЙ, на котором Бен-Гурион выступил с пламенной речью и представил свою позицию. В разгар заседания в зал вошла Голда Меир, только что вернувшаяся из секретной поездки в Амман, где она вела переговоры с эмиром Трансиордании Абдаллой. Попытки Меир склонить эмира к подписанию договора о ненападении не увенчались успехом: Абдалла, не заинтересованный в независимом арабском государстве в правобережной Палестине, тем не менее считал, что предотвратить войну может только присоединение подмандатной территории к Трансиордании, в парламенте которой евреи получат 50 % мест. Голда Меир отвергла это предложение. В тот же день из США вернулся Моше Шарет, который разговаривал там с американским политическим деятелем Джорджем Маршаллом. Американцы предлагали отсрочить создание государства и пытались запугать Шарета угрозой арабского вторжения в Палестину.
12 мая силы Иорданского легиона вторглись в Палестину. В этот день Бен-Гурион находился на заседании Народного правления, где решался вопрос о создании государства. Под конец дня правление приняло решение создать еврейское государство в Палестине 14 мая 1948 года. За предложение проголосовали: Давид Бен-Гурион, Моше Шарет, Аарон Цизлинг, Мордехай Бен-Тов, Моше Шапиро и Перец Бернштейн, против: Элиэзер Каплан, Давид Ремез, Пинхас Розенблит, Бехор Шитрит. После принятия решения по созданию государства оставался нерешённым ещё один важный вопрос — о включении в текст Декларации независимости описания точных границ. Бен-Гурион считал, что не нужно этого делать, так как верил, что в дальнейшем удастся расширить территорию государства. 14 мая Моше Шарет написал текст Декларации независимости, а ночью того же дня Бен-Гурион переработал его.
14 мая Бен-Гурион прибыл к зданию Тель-Авивского музея, где в четыре часа зачитал Декларацию независимости, тем самым провозгласив создание Государства Израиль. Ночью того же дня Соединённые Штаты признали Израиль де-факто, а ранним утром 15 мая Бен-Гурион выступил с речью, обращённой к американцам.

#### Война за независимость
Сразу после создания Израиля на него напали армии арабских стран, в то время как у молодого государства ещё не было достаточного количества оружия. Главной целью Бен-Гуриона в этот период было выиграть время, именно поэтому он отказывался эвакуировать еврейские поселения, настаивая на продолжении боёв и дальнейшем удерживании противника. Тем временем ситуация ухудшалась, тяжёлое положение сложилось в Иорданской долине, моральный дух бойцов падал, они просили оружия, которого Бен-Гурион дать не мог. Только когда в Израиль прибыли четыре пушки, он согласился на сутки перебросить их в Иорданскую долину, где у поселения Дгания эти пушки заставили сирийцев отступить.
22 мая 1948 года произошёл прорыв арабских армий сразу на нескольких участках фронта, но к воскресенью положение стало стабилизироваться, и не спавший много часов Бен-Гурион, смог, наконец, отдохнуть. После 23 мая положение стало стремительно улучшаться, в Израиль стало прибывать вооружение из Европы. Когда прибыл корабль с пятью тысячами винтовок и сорока пятью пушками, Бен-Гурион записал: «Это будет началом перелома!». После прибытия этого корабля Бен-Гурион начал разрабатывать новый стратегический план войны — план разгрома арабских армий, он считал что следует немедленно начать наступление, причём самым важным участком фронта с политической и моральной точки зрения он считал Иерусалим. Он планировал, разгромив арабские армии, создать христианское государство в Южном Ливане, так как считал, что власть мусульман в Ливане слаба.
Главная стратегическая идея плана Бен-Гуриона — сокрушительный удар по противнику на одном фронте и сдерживание его на других фронтах. Позже такая тактика была использована и в Шестидневной войне, и в Войне судного дня. Самым сильным вражеским военным формированием Бен-Гурион считал Арабский легион, и именно против него должен был быть направлен сильный удар. Выбор на легион пал в том числе и из-за того, что Бен-Гурион уделял важное место Иерусалиму. По его мнению вторжение арабских армий в Палестину сделало невозможным исполнение плана ООН по разделу Палестины.
Бен-Гурион пытался как можно больше сил бросить на захват Иерусалима, однако еврейские силы терпели поражение у крепости Латрун, несколько раз израильтяне шли на штурм Латруна, однако все попытки не увенчались успехом и вскоре Старый город пал. Тем не менее еврейский контроль над другими районами Иерусалима удалось удержать, по горам была проложена дорога, и в город стали поступать продовольственные конвои.

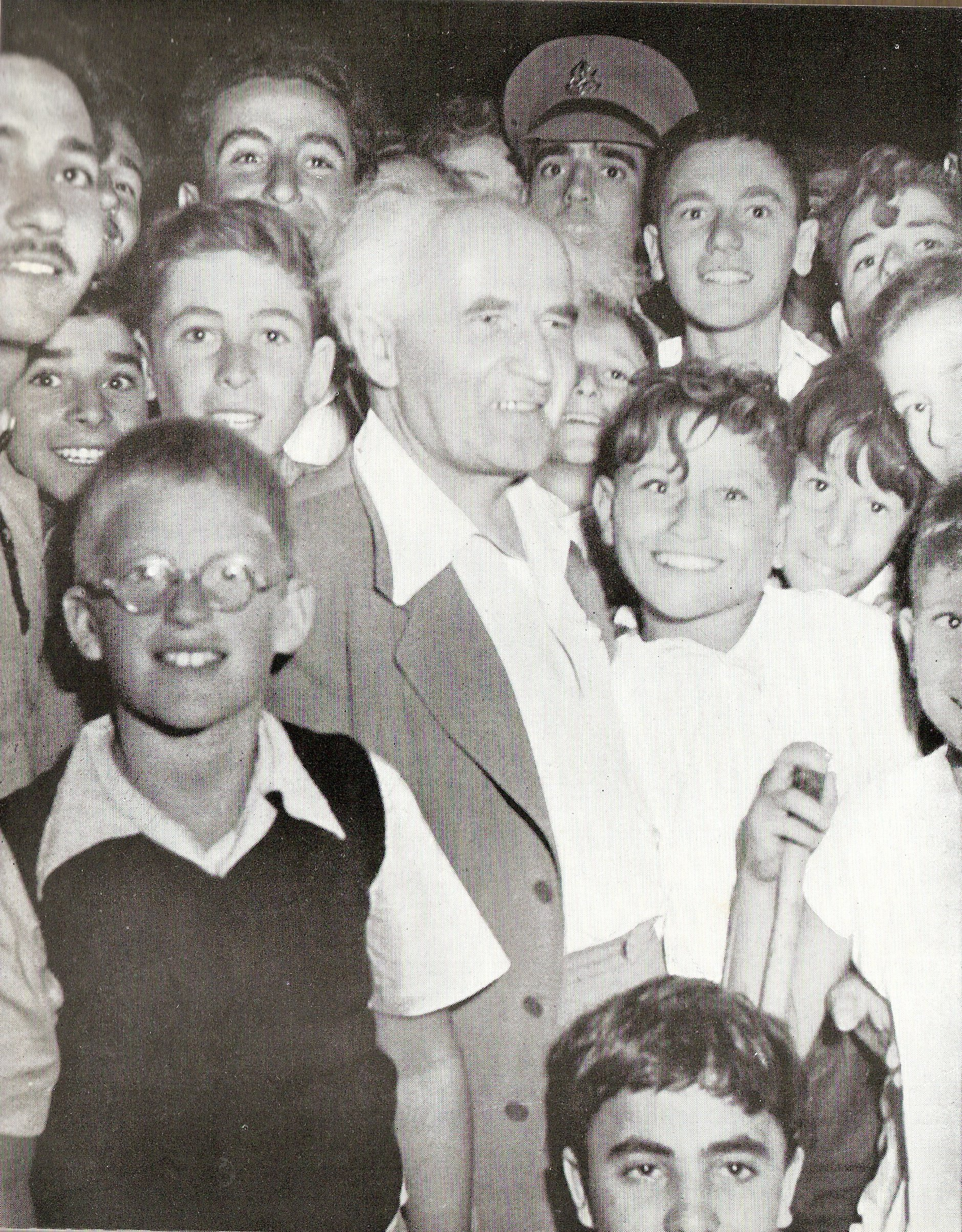
Бен-Гурион и дети.

11 июня 1948 года было заключено перемирие, теперь Израилю не грозила опасность быть уничтоженным. В это время перед Бен-Гурионом встаёт задача — завершить объединение еврейских военных соединений. После убийства еврейскими радикалами дипломата Фольке Бернадота была ликвидирована самостоятельность организаций «ЭЦЕЛ» и «ЛЕХИ». Бен-Гурион решил также положить конец обособленности организации «Пальмах», против этого решения выступила партия МАПАМ. На совместном совещании рабочих партий Израиля большинство участников согласились в конце концов с точкой зрения Бен-Гуриона, и 7 ноября 1948 года штаб «Пальмаха» самораспустился. Роспуск штаба не был конечной целью Бен-Гуриона. Несмотря на свои обещания, под конец войны он распустил весь «Пальмах».
15 октября 1948 года началось первое в истории Израиля наступление его армии. Вскоре, из-за угрозы окружения, египетские части начали отступать. В самый разгар боёв 19 октября Совет Безопасности ООН потребовал прекратить бои между Израилем и Египтом. Бен-Гурион старался отсрочить ответ на несколько дней, чтобы дать израильским войскам добиться как можно больших успехов в бою. За шесть дней операции была снята блокада Негева и захвачена Беэр-Шева, после чего последовало прекращение огня. Теперь Бен-Гурион собирался улучшить положение на северном фронте. Он приказал командующему северным фронтом Моше Кармелю действовать, и вскоре до него дошли приятные новости: израильские войска захватили 14 деревень и остановили наступление у реки Литани. Тем временем внешнеполитическое положение начало ухудшаться, Англия и Китай подготовили проект резолюции, которая требовала от Израиля отступления к границам 14 октября. Бен-Гурион в этой ситуации старался сделать всё, чтобы не отдать ни пяди израильской земли.
16 ноября СовБез ООН принял решение о том, что Израиль и арабские страны должны начать переговоры о мире, однако египетская сторона отказалась это делать. Тогда Бен-Гурион приказал начать новую операцию против этой страны. Целью операции «Хорев» было завершение освобождения Негева, окружение и уничтожение египетских войск в Секторе Газа. Для проведения операции было выделено пять армейских бригад во главе с Игалем Алоном. 28 декабря 1948 года был убит египетский премьер Нукраши-паша, Египет попал в тяжелое военное и политическое положение. Однако 31 декабря в ситуацию вмешалась Англия, которая согласно договору собиралась атаковать израильские войска, если они не прекратят наступление. Бен-Гурион был вынужден отдать приказ к отступлению. Вскоре Бен-Гурион получил послание от президента США Гарри Трумэна, в котором тот просил Израиль отступить из Египта. Теперь уже и сам Египет был согласен на соглашение о перемирии в случае прекращения огня. 7 января бои прекратились, а уже 13 января на острове Родос начались переговоры о мире. Весной и летом 1949 года Израиль заключил соглашения о перемирии со всеми арабскими странами, кроме Ирака. Война за независимость была окончена.

#### Первый премьерский срок и срок министра обороны

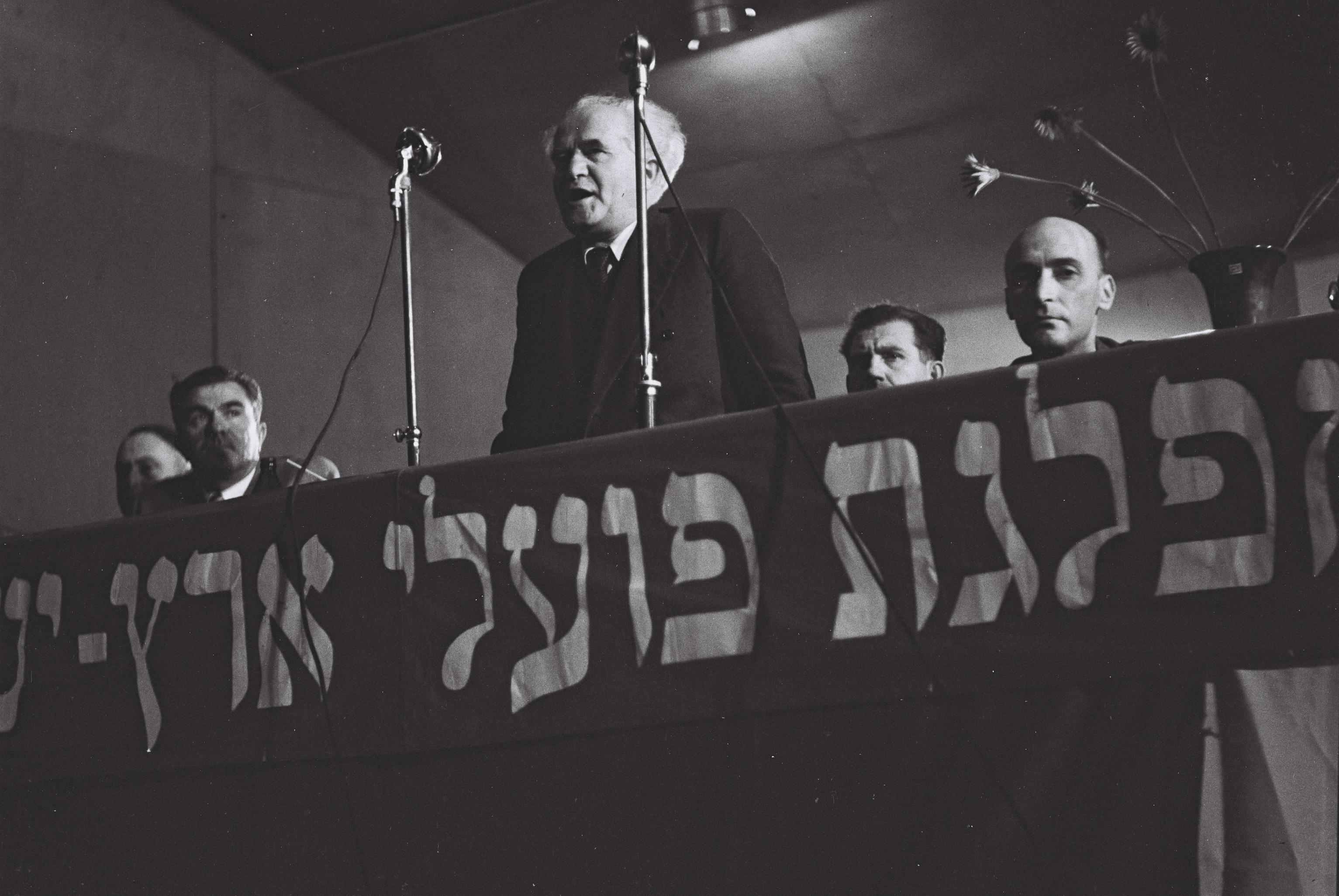
Давид Бен-Гурион агитирует за МАПАЙ перед выборами, 1949 г.

После окончания войны главной целью Бен-Гуриона стало собирание еврейского народа в Израиле. Некоторые видные члены МАПАЙ и министры израильского правительства опасались, что экономика страны не выдержит наплыва сотен тысяч репатриантов. Поэтому Бен-Гуриону пришлось навязать свою позицию другим соратникам. Он поставил новую задачу: за четыре года увеличить еврейское население государства вдвое. За четыре года в Израиль прибыло более полумиллиона человек (разные биографы Бен-Гуриона называют цифры в 585 748 и 686 748 репатриантов). Условия прибывающих были тяжёлые, им приходилось селиться в палатках, а коренные жители страны были обложены тяжёлыми налогами, государственная казна не раз оказывалась пустой.
В январе 1949 года прошли первые в истории Израиля парламентские выборы, на которых партия МАПАЙ получила 46 мест из 120 в Кнессете. Бен-Гурион мечтал создать широкую коалицию, однако его мечтам не суждено было сбыться. Партия Общих сионистов, получившая 5 мест, отказалась войти в коалицию, как и левая сионистская партия МАПАМ. В коалицию, созданную Бен-Гурионом, вошли только религиозные партии и Прогрессивная партия Израиля. В первом правительстве Израиля Бен-Гурион занял посты премьера и министра обороны.
9 декабря 1949 года Генеральная Ассамблея ООН присвоила Иерусалиму статус международного города, в ответ Бен-Гурион на ближайшем заседании правительства призвал перенести столицу в этот город. Вскоре кнессет принял решение о переносе столицы в Иерусалим, что вызвало бурю негодования во всём мире, однако никаких мер к Израилю принято не было. В Тель-Авиве остались только два министерства — министерство обороны Израиля, которое не переносили из соображений безопасности, и министерство иностранных дел Израиля. Глава этого министерства Моше Шарет отказался переносить свой офис в Иерусалим — министр опасался, что зарубежные дипломаты не захотят ехать в столицу государства.

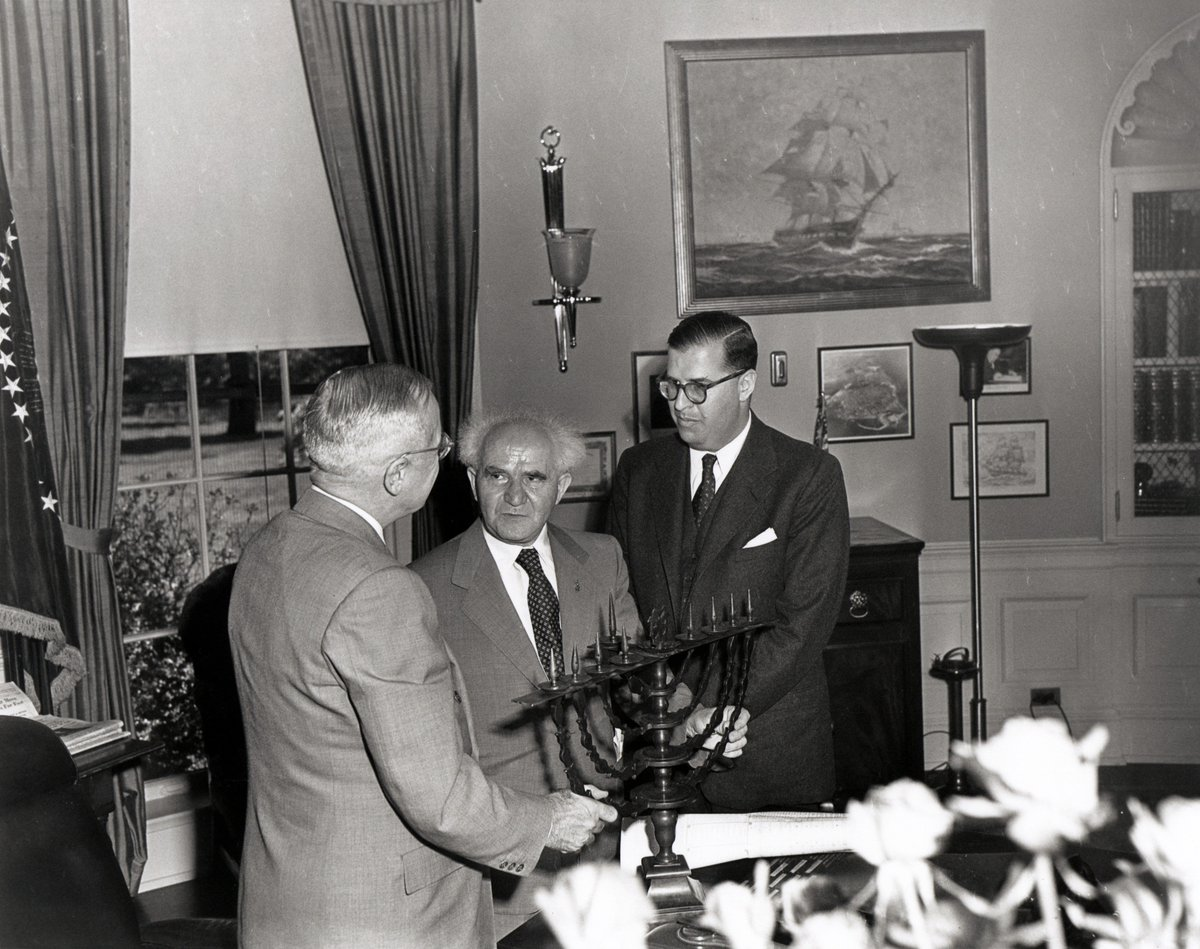
Премьер-министр Израиля Давид Бен-Гурион вручает Президенту США Гарри Трумэну один из символов еврейского государства менору в знак важнейшей роли последнего в поддержке образования и обороны Израиля на встрече в Вашингтоне в 1951 году. Слева от Бен-Гуриона — посол Израиля в США Абба Эвен.

В 1952 году экономическая ситуация в стране стала быстро ухудшаться, поэтому 12 марта того же года Израиль выдвинул странам-союзницам, оккупировавшим Германию, требование о выплате Германией около полутора миллиардов долларов за еврейское имущество в Европе. Канцлер Германии Конрад Аденауэр согласился на выплаты, после чего Бен-Гурион сообщил об этом кнессету и своему правительству, что вызвало общественный резонанс в Израиле. Видные деятели МАПАЙ, такие как Голда Меир, Иосиф Шпринцак и Дов Йосеф, выступили против переговоров с Германией. Правая сионистская партия «Херут» и МАПАМ проводили митинги против переговоров. 7 января вопрос о принятии репараций от Германии был поставлен на голосование в кнессете, где Бен-Гурион выступил с речью. В это же время недалеко от здания кнессета, в центре Иерусалима, с пламенной речью выступал Менахем Бегин. Бегин решил продолжить свою речь у здания кнессета, чтобы израильские парламентарии услышали его, и толпа двинулась за ним. Людской поток прорвал полицейские кордоны, и кнессет стали закидывать камнями. В зал заседания ворвался депутат от «Херута» Йоханан Бадер с криками о том, что против евреев применяют газы (хотя полиция применяла слезоточивый газ, напрашивалась аналогия с недавним использованием газовых камер нацистами). Страсти начали успокаиваться лишь 9 января, когда и произошло голосование по вопросу принятия репараций от Германии. В итоге предложение было принято шестьюдесятью одним голосом против пятидесяти. Было заключено соглашение о выплате Германией в течение двадцати лет 822 миллионов долларов.
19 июля 1953 года Бен-Гурион ушёл в трёхмесячный отпуск, который почти целиком посвятил инспекционным поездкам по воинским частям страны. 18 октября Бен-Гурион завершил редактирование программы из 18 пунктов по «реорганизации высшего командования армией и укреплению вооруженных сил». Через 2 недели он внезапно демонстративно уходит в отставку со всех постов, в том числе, 26 января 1954 года с поста министра обороны.

#### Министр транспорта
В сентябре-декабре 1952 года временно был министром транспорта Израиля.

#### Уход из политики

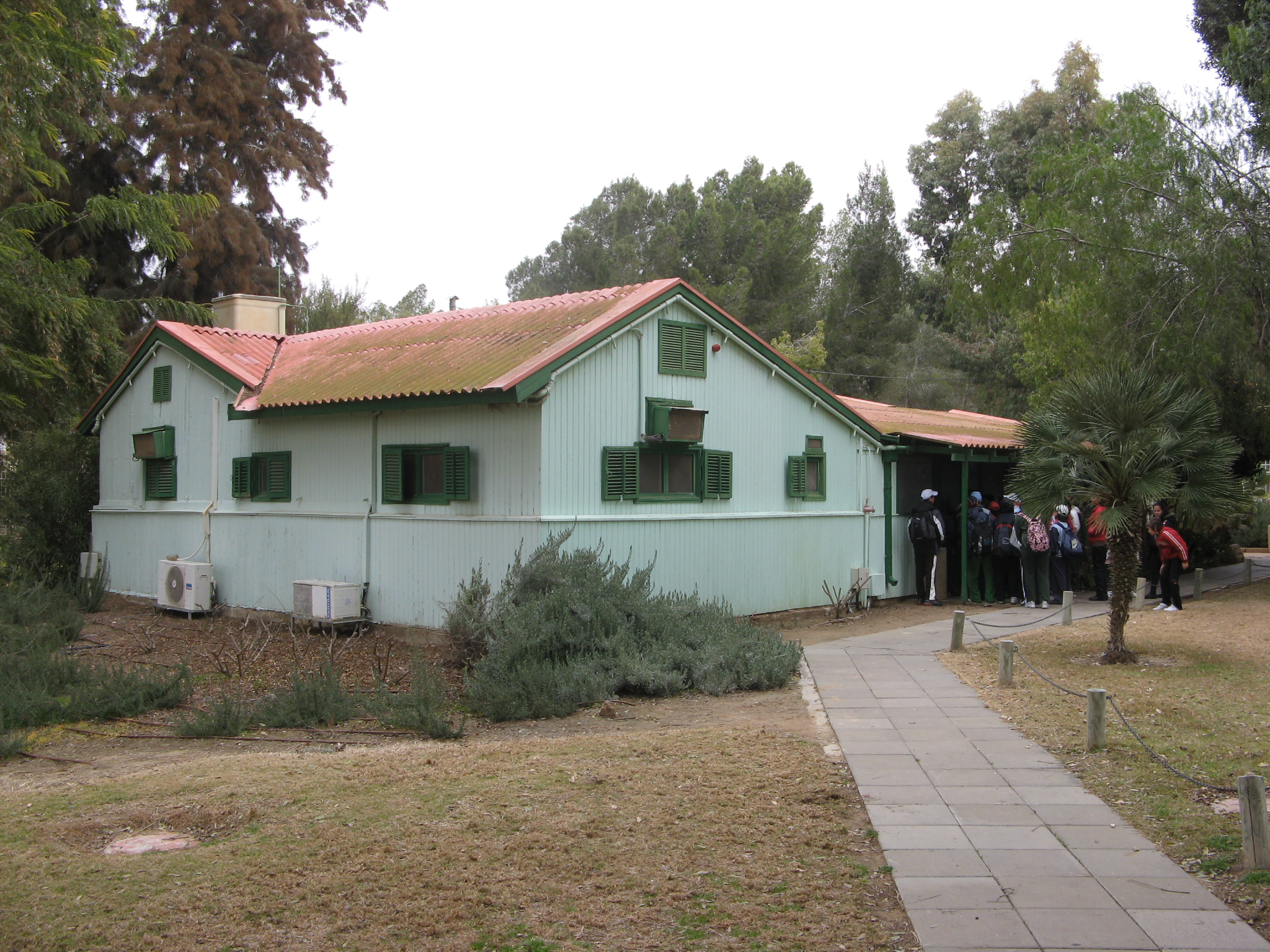
Дом Бен-Гуриона в кибуце Сде-Бокер

Бен-Гурион ушёл со всех постов из-за усталости. Находясь уже несколько лет у власти, он выполнил много важных задач: были заложены основы Государства Израиль, население страны было увеличено в два раза, была создана израильская армия, был определён политический курс молодого государства, всё это было заслугой Бен-Гуриона. Однако на него сильно влияли политические перипетии, разногласия в его же партии, необходимость постоянного поиска компромиссов. Всё это привело его к разочарованию. Отставка Бен-Гуриона носила также идеологический характер, в этот период его посещают мысли о том, что он, как и все жители Израиля, должен способствовать освоению страны. Он принимает решение переехать в кибуц Сде-Бокер, который он увидел ещё весной 1953 года, возвращаясь из Эйлата.
7 декабря Бен-Гурион выступил по радио с краткой прощальной речью, процитировав псалом Давида: «Господи, не надмевалось сердце моё, и не возносились очи мои, и я не входил в великое и для меня недосягаемое» (Пс. 131:1). Пост премьер-министра Бен-Гурион передал соратнику по МАПАЙ Моше Шарету.
14 декабря 1953 года Бен-Гурион и его жена Полина покинули свой дом в Тель-Авиве и переехали в барак в кибуце Сде-Бокер. В свой первый рабочий день бывший глава правительства занимался перевозкой навоза. Он чувствовал себя как обычный кибуцник, однако к нему постоянно приходило множество писем, ни одно из которых он не оставлял без ответа. Также в кибуц часто приезжали высокопоставленные чиновники, чтобы спросить совета Бен-Гуриона по тому или иному вопросу. Биограф Бен-Гуриона Михаэль Бар-Зохар утверждает, что это было связано с нехваткой авторитета у действующего главы правительства Моше Шарета.
В это же время обострилась обстановка на границах Израиля, в связи с чем ухудшились и отношения между Шаретом и Лавоном, которые имели совершенно противоположные взгляды на происходящее. Шарет проводил умеренную политическую линию, а Лавон выступал с воинственной позиции, как и Бен-Гурион. Летом 1954 года Бен-Гурион приходит к выводу, что его преемники не способны нормально управлять государством. Несмотря на это, он отказывает своим соратникам, просящим его вернуться.
После того, как из-за неудачной операции военной разведки в отставку ушёл Пинхас Лавон, соратники Бен-Гуриона уговорили его вернуться в правительство, и он дал согласие, записав в тот день в дневнике: «Армия и оборона прежде всего».

#### Министр обороны
21 февраля 1955 года Бен-Гурион с женой Полиной прибыл в Иерусалим и вновь занял пост министра обороны. Первым существенным шагом Бен-Гуриона на посту министра обороны было проведение карательной операции против египетской армии в секторе Газа. Эта акция послужила ответом на убийства мирных израильтян у границы Газы. 149 израильских парашютистов под командованием Ариэля Шарона вступили в бой с египтянами, которые в результате потеряли около сорока человек убитыми и более тридцати ранеными, израильтяне же потеряли всего восемь человек. Бен-Гурион считал эту акцию героической, но Шарет думал по-другому, он опасался международной реакции на это событие. Политику Бен-Гуриона в этот период можно назвать воинственной, он считал, что только достойный ответ на действия Египта против Израиля сможет предотвратить военный конфликт между двумя странами.
Вскоре Египет ответил Израилю, устроив военную акцию против мирных жителей. Египетские боевики напали на жителей мошава Патиш, когда те справляли свадьбу, один человек был убит и более двадцати ранены. Несмотря на это, Бен-Гурион продолжал считать, что ответные акции нужны. Помимо устрашающего фактора, он говорил и о нравственном факторе. Государство Израиль должно было показать евреям, приехавшим из стран, где они подвергались неравенству по национальному признаку, что они граждане независимого демократического государства, которое несёт ответственность за их жизнь.
Патишская резня сподвигла министра обороны разработать план военной операции с целью захвата сектора Газа, однако глава правительства и его члены в большинстве своём отвергли этот смелый план. После этого обострились отношения Бен-Гуриона и Шарета.
В конце июля 1955 года прошли выборы в кнессет Израиля, в новом созыве усилились позиции движения «Херут», появилась партия «Ахдут ха-Авода», которая откололась от МАПАМ, в эту же партию перешла часть сторонников МАПАЙ. По мнению Бен-Гуриона, причиной ослабления МАПАЙ стала мягкая политика Шарета. Поэтому он поставил условие, что вернётся, только если партия поддержит его позицию в военном вопросе, которая состояла в ответе силой на силу.
В сентябре 1955 года Советский Союз от имени Чехословакии заключил с Египтом сделку о продаже оружия. Египетская сторона получила около двухсот военных самолётов, более двухсот танков, сотню самоходных пушек, шесть подводных лодок и другое вооружение. Баланс вооружений в регионе был нарушен, по радио Каира звучали угрозы в адрес Израиля, паника охватила израильское общество. Израильтяне начали жертвовать деньги в Фонд Обороны, а израильские дипломаты просили помощи у стран Западной Европы.

#### Второй премьерский срок

##### Суэцкий кризис
2 ноября 1955 года Бен-Гурион представил своё новое правительство в кнессете, своё вступительное слово он посвятил предстоящей войне с Египтом, а 3 ноября, во второй раз в истории, вступил на пост премьер-министра. Ночью со второго на третье ноября Армия обороны Израиля провела операцию против египетских войск, вторгшихся на территорию еврейского государства в районе Ницаны.
Бен-Гурион страшился нарастающей военной мощи Египта, по его мнению Египет вскоре мог стать достаточно сильным, чтобы начать войну с Израилем. Выход из этой ситуации он искал с октября по декабрь 1955 года, в этот период он разрывался перед двумя линиями поведения. Одна из них заключалась в увеличении количества вооружений в Израиле, это могло бы удержать Египет от нападения. Другая же заключалась в начале превентивной войны против арабского соседа. 9 ноября президент Соединённых Штатов Дуайт Эйзенхауэр заявил о готовности его страны рассмотреть израильскую просьбу о поставках оружия. В Бен-Гурионе укрепилась вера в мирное разрешение конфликта, однако Моше Даян (на тот момент начальник Генерального штаба Армии обороны Израиля) предлагал провести военную операцию с целью предотвратить войну. В декабре 1955 года план операции был представлен на рассмотрение правительству, которое его отвергло.
В феврале 1956 года Бен-Гурион поддержал предложение Аббы Эвена о заключении оборонительного союза между Израилем и США. Переговоры зашли в тупик, Эйзенхауэр всё же отказал Израилю в поставках современного оружия, тем самым, по мнению Михаэля Бар-Зохара, толкнув еврейское государство на новую войну.
Первая половина 1956 года была очень сложной для Бен-Гуриона, группа министров его правительства во главе с Моше Шаретом противилась проведению наступательных операций, а начальник Генерального штаба Даян, наоборот, требовал немедленно начать превентивную войну против Египта.
В начале апреля положение на границе с Египтом вновь ухудшилось, несколько израильских солдат были убиты египтянами, египетская армия обстреливала израильские мошавы артиллерийскими орудиями. В Израиль были засланы группы фидаинов, действовавших против мирного населения и объектов инфраструктуры.
В 1956 году у Израиля появился новый союзник — Франция, с которой был заключён контракт на поставку огромного количества вооружений. Переговоры с Францией велись в тайне от министра иностранных дел Моше Шарета, который исповедовал взгляды, противоположные взглядам Бен-Гуриона, что и привело к его отставке с поста министра 19 июля 1956 года. Новым министром иностранных дел была назначена Голда Меир. В июле 1956 года Египет провел национализацию Суэцкого канала, в ответ на это Франция и Великобритания привели свои войска в боевую готовность. Соединённые Штаты выступили против военного конфликта, к этой же позиции стала склоняться и Великобритания. Оставшись в одиночестве, Франция искала нового союзника, таковым стал Израиль.
Во второй половине октября 1956 года Бен-Гурион вылетел в Севр (Франция), где прошла его встреча с представителями Франции и Англии. Бен-Гурион хотел быть уверенным, что Англия наравне с Израилем и Францией вступит в войну. В результате Севрской встречи был подписан секретный документ. Было решено, что Израиль атакует Египет, после чего против арабской страны выступят и европейские державы.
28 октября 1956 года правительство Израиля поддержало решение Бен-Гуриона начать военную операцию против Египта. Израиль проводил мобилизацию населения, а французская авиация переместила часть своих самолётов на израильские аэродромы.
Тяжёлое душевное состояние Бен-Гуриона в эти дни вылилось в физическое недомогание, он лежал дома с высокой температурой, а в это время к нему приходили лидеры израильских партий, которым он сообщал о готовящемся нападении.
29 октября 1956 года в рамках операции «Кадеш» израильские войска атаковали позиции египетской армии на Синайском полуострове, а уже 5 ноября Израиль оккупировал Синай. 31 октября 1956 года в войну включились и Франция с Великобританией, но ввиду ядерной угрозы со стороны СССР им вскоре пришлось отказаться от военных действий. 7 ноября Бен-Гурион выступил с речью в кнессете, в ней он высказал мысль, что Израиль может аннексировать Синай.

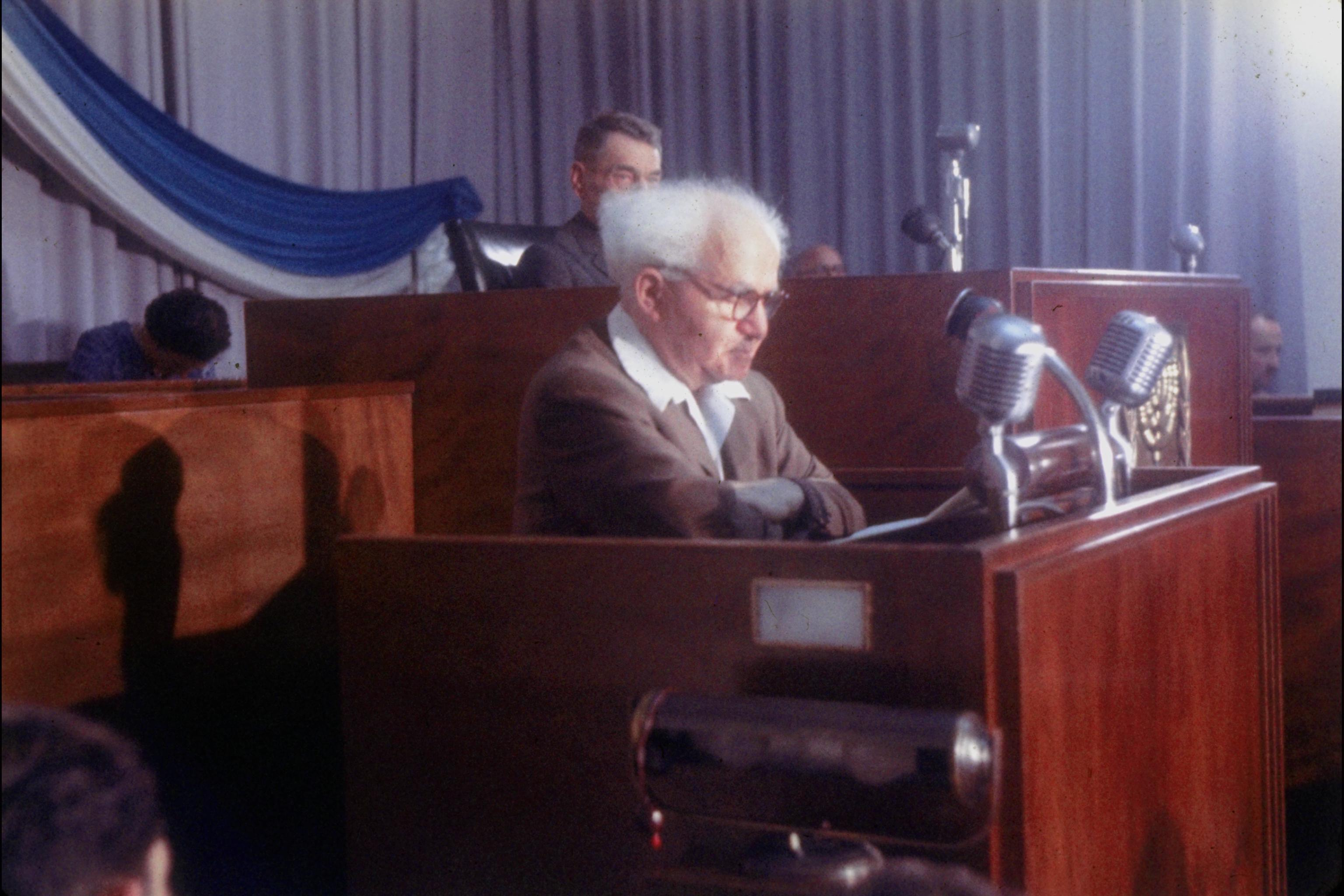
Давид Бен-Гурион выступает в кнессете. 1957 год

ООН, США и СССР всячески принуждали Израиль отвести свои войска из Синая, обстановка накалилась до предела, мир стоял на грани ядерной войны. Бен-Гурион был вынужден подчиниться США, в своём письме Эйзенхауэру он согласился отвести израильские войска с Синайского полуострова при условии, что в зону Суэцкого канала будут введены международные силы. Собравшись с силами он выступил перед израильтянами по радио, закончив свою речь так:
Нет в мире такой силы, которая могла бы стереть результаты вашей великой победы....Израиль после «Синайской операции» уже не будет таким, каким он был до неё.
Несмотря на обещания, Бен-Гурион хотел оттянуть вывод израильских войск с захваченных территорий, что позволило бы ему лучше разъяснить миру свою позицию, он хотел выждать момента, когда страх перед СССР улетучится и мир сможет взвешенно взглянуть на ситуацию. Другой его целью было добиться в обмен на территории политических уступок для Израиля. Третья, скрытая его цель, состояла в том, что ООН смирится с присутствием Израиля в Секторе Газа и в проливах. Однако этих целей достичь не удалось, ООН каждый раз грозила Израилю санкциями, если он не выведет свои войска. Израиль потерял поддержку на международной арене, у него остался только один союзник — Франция.
Объявив 15 ноября 1956 года о выводе войск из Синая, Бен-Гурион оттянул это событие, лишь 3 декабря израильские войска отошли от Суэцкого канала на тридцать миль. Под международным давлением Израиль был вынужден продолжать отступление (еженедельно на двадцать пять миль). Израильские войска покинули территорию Египта только к середине января 1957 года.
Во время Синайской кампании значительно ухудшились отношения между Бен-Гурионом и президентом США Эйзенхауэром, который лично участвовал в разрешении ситуации на Синайском полуострове. В начале февраля 1957 года Бен-Гурион получил от президента США письмо, в котором последний грозил Израилю санкциями, если тот не выполнит решение ООН (оставить Газу и проливы). Бен-Гурион был в ярости от этого письма, он составил на него ответ, в котором объяснял, что и израильские граждане имеют право на безопасность. Он также напомнил американскому президенту, что Египет много раз не выполнял решения ООН, однако санкций против него не последовало.
27 февраля 1957 года Бен-Гурион поддержал план министра иностранных дел Франции Пино, предполагавший переход сектора Газа под управление ООН, а в случае возвращения туда египетских войск предусматривавший право Израиля на самооборону. План был первоначально поддержан США. 1 марта Голда Меир озвучила план Пино в ООН, однако вопреки достигнутой договорённости американский представитель не поддержал её предложение, озвучив идею, что Израиль должен вернуть Египту сектор Газа. Израиль вывел все свои войска из Газы и проливов, вскоре туда вернулись египтяне.
Несмотря на то, что Синайская кампания не принесла Израилю новых территорий, она имела важное значение. В ходе войны выяснилось, что Армия обороны Израиля имеет превосходство над армиями соседних арабских стран. Быстрая победа вселила в израильтян веру в возможность спокойной жизни в стране. В арабских странах изменилась точка зрения на арабо-израильский конфликт, раньше там считали, что армии арабских стран могут стереть Израиль с лица земли, теперь же стало понятно, что это не так. Укрепились связи Израиля с другими государствами, США увидели в нём оплот демократии и западной культуры на Ближнем Востоке, Франция нашла в Израиле союзника, страны третьего мира — пример для подражания.

##### Дальнейшее премьерство

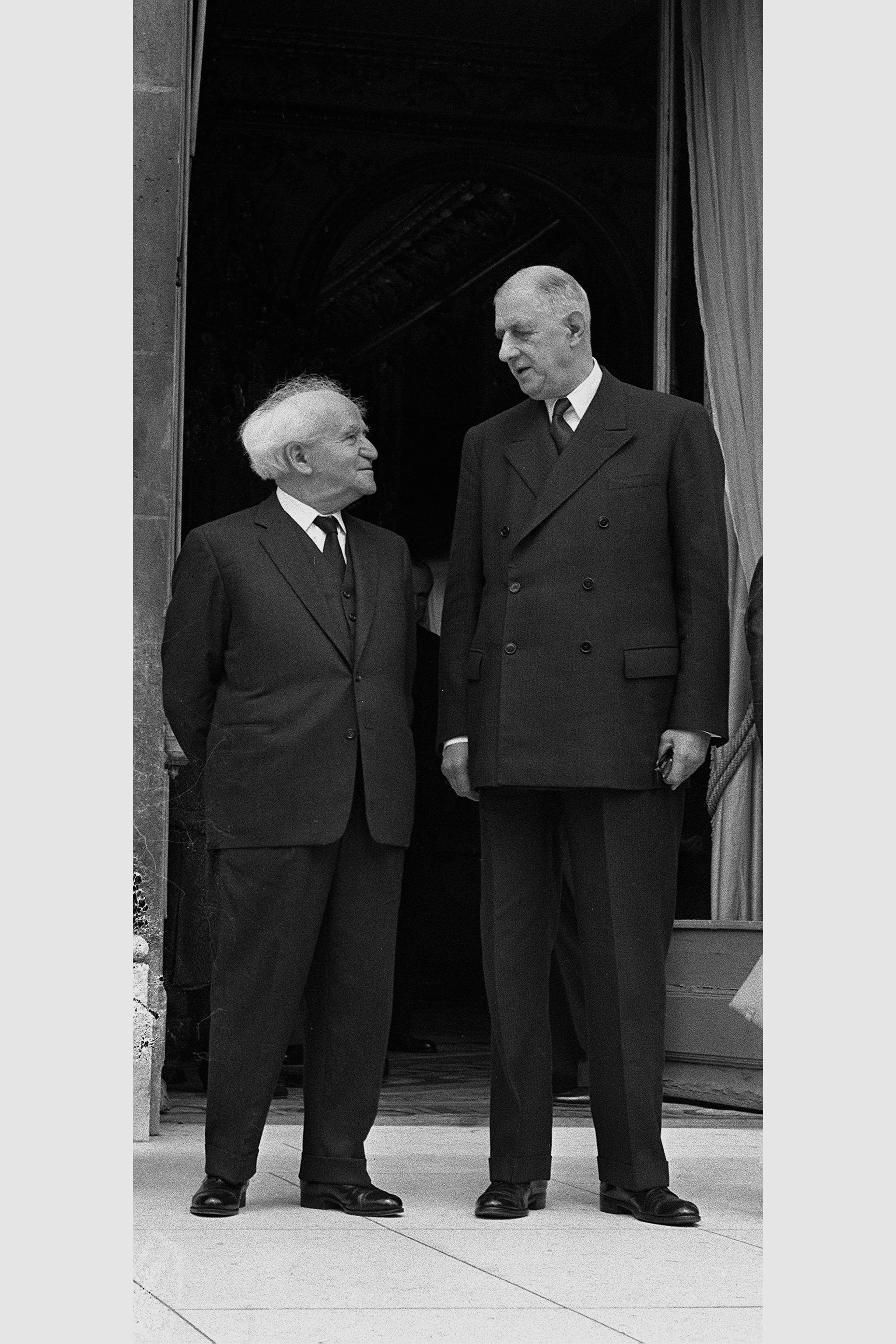
15 июня 1960 года, первая встреча Шарля де Голля и Давида Бен Гуриона в Елисейском дворце.

Успех Израиля в Синайской кампании был также и личным успехом Бен-Гуриона. Биограф Михаэль Бар-Зохар пишет, что успех на Синае открыл золотую эпоху в жизни Бен-Гуриона.
Бен-Гурион опасался усиления влияния Советского союза на Ближнем Востоке. Объектом советской экспансии стала Сирия, в августе 1957 года страна получила от СССР значительную военную помощь, включавшую в себя не только технику, но и специалистов. В это же время произошло несколько пограничных конфликтов между Сирией и Израилем, несколько израильтян были убиты и ранены. Однако правительство Израиля не ответило на агрессию Сирии, премьер-министр вновь избрал политику сдержанности.
Соединённые Штаты также были обеспокоены ситуацией в Сирии и даже попытались произвести переворот, который окончился неудачно. Не удалась также попытка военного давления на Сирию. На фоне запуска СССР искусственного спутника Бен-Гурион отправил своего министра иностранных дел Голду Меир в США для участия в переговорах с Даллесом. Бен-Гурион ждал от США новых военных поставок, международных гарантий в осуществлении безопасности Израиля, а также помощи в расширении портов и аэродромов, которые могли бы сыграть свою роль при попытке военного вмешательства в дела Сирии. Однако переговоры не увенчались успехом, и Израиль был вынужден искать другие пути для нейтрализации сирийской угрозы.
Теперь Израиль искал поддержки у ближневосточных государств, заинтересованных в ослаблении позиций СССР и Египта. Одним из таких государств была Эфиопия — христианский анклав в преимущественно мусульманском регионе Северной Африки. Между Израилем и Эфиопией были налажены экономические, политические и культурные связи. Другим государством-союзником стал Иран, который был заинтересован в развитии сельского хозяйства и экономики, однако не имел передовых технологий. Израиль же был готов оказать Ирану посильную помощь в этих областях знаний.
Нарастание военной мощи Сирии серьёзно беспокоило и турецкое руководство. Турция оказывалась зажатой между двумя хорошо вооружёнными государствами, что ставило под сомнение само её существование как независимого государства. Однако Турция колебалась, окончательное решение было принято после Иракской революции 1958 года. Тайно была проведена встреча премьеров Турции и Израиля, где они пришли к взаимопониманию. Союз между Эфиопией, Ираном, Турцией и Израилем получил название «периферийного пакта».

Цели нового союза Бен-Гурион описал в письме к Эйзенхауэру: 
Нашей задачей является создание группы стран, и это не обязательно должен быть союз в его привычной форме, но структура, способная стать непреодолимым препятствием на пути советской экспансии посредством Насера и которая смогла бы даже спасти свободу Ливана и, может быть, Сирии...
29 октября 1957 года еврейский экстремист взорвал гранату в зале заседаний кнессета, Бен-Гурион получил лёгкие ранения.
В 1957—1958 годах налаживается сотрудничество между Израилем и Францией, особенно в военной сфере. В октябре 1957 года был заключён договор о совместном строительстве атомного реактора в Димоне. Однако после прихода к власти де Голля происходит некоторое охлаждение в отношениях между двумя странами. Другим государством-союзником по замыслу премьер-министра должна была стать Западная Германия, имевшая значительный промышленный потенциал и чувство вины перед Израилем. Вскоре Бен-Гурион встретился с канцлером Аденауэром, было решено оказать еврейскому государству значительную помощь в военной сфере, а также предоставить крупную ссуду в размере полумиллиарда долларов сроком на 10 лет.
В 1960 году Бен-Гурион встретился с Шарлем де Голлем, лидеры достигли полного взаимопонимания, вскоре Франция подтвердила свои обязательства в сфере строительства атомного реактора. Однако в это же время в мировых СМИ появилась информация о реакторе, что вызвало гнев со стороны руководства США.
В мае 1961 года Давид Бен-Гурион посетил с официальным визитом Канаду, а затем и Соединённые Штаты Америки, где встретился с новоизбранным президентом Джоном Кеннеди. Кеннеди и Бен-Гурион не нашли понимания в вопросах арабо-израильского регулирования, кроме того, американский президент отказал Израилю в поставках зенитных ракет. В июне 1961 года Бен-Гурион встретился с Уинстоном Черчиллем, а также с президентом Французской Республики Шарлем де Голлем.
В 1959 году произошёл крупный политический кризис, вызванный голосованием партий МАПАМ и Ахдут ха-Авода против поставок оружия ФРГ.

##### Заключительный период правления
15 августа 1961 года состоялись внеочередные парламентские выборы, партия Бен-Гуриона потеряла пять мандатов, однако общее положение в кнессете не изменилось и в ноябре того же года было сформировано новое правительство. Бен-Гурион считал делом первой важности сооружение ядерного реактора в Димоне, он организовал сбор средств с частных лиц на строительство реактора.
В заключительный период правления Бен-Гуриона наступает тяжелый период в отношениях между США и Израилем. Президент Кеннеди предложил план урегулирования проблемы арабских беженцев путём расселения их в Израиле и в других странах Ближнего Востока. Данный план был неприемлем для Израиля, так как еврейское государство не получало никаких гарантий о выполнении арабскими странами взятых ими на себя обязательств. Бен-Гурион всячески противился этому плану, который был окончательно похоронен после убийства Кеннеди в 1963 году.
С другой стороны, налаживались отношения Израиля и Федеративной Республики Германии, шли переговоры о предоставлении крупного займа для Израиля, ФРГ поставляла Израилю современное оружие по низким ценам, кроме того, шли переговоры об установлении официальных межгосударственных отношений.
Другой проблемой, занимавшей Бен-Гуриона, было урегулирование арабо-израильского конфликта. Он всячески пытался встретиться с лидером Египта Гамалем Абделем Насером, приглашая его — разумеется, через посредников — посетить Израиль или назначить встречу в любой другой стране, однако Насер отказался от такой встречи.
В начале 1960-х годов в израильской прессе разгорелся скандал по поводу участия немецких учёных в разработке новых египетских ракет, способных переносить на себе химическое и атомное оружие. На этом фоне сближение с ФРГ выглядело невозможным, за что и подвергся критике Бен-Гурион.
Проблемы внутри МАПАЙ, разногласия с собственными же сторонниками, одиночество заставили Бен-Гуриона подать в отставку с поста премьер-министра Государства Израиль. Руководители партии, армии и государства просили его остаться на посту, однако Бен-Гуриона нельзя было переубедить. В своём дневнике он записал, что решение об отставке было обдуманным, но поводом к отставке послужили разногласия с Голдой Меир по поводу отношений Израиля и ФРГ. Бен-Гурион писал, что ещё перед прошлыми выборами он был готов уйти с поста главы государства, однако нежелание уступать место во власти движению «Херут» и Менахему Бегину заставило его остаться на своём посту ещё на два с половиной года. На пост своего преемника на посту премьер-министра Бен-Гурион рекомендовал Леви Эшколя, который также заменил Давида в кресле министра обороны.

#### Последующая политическая жизнь

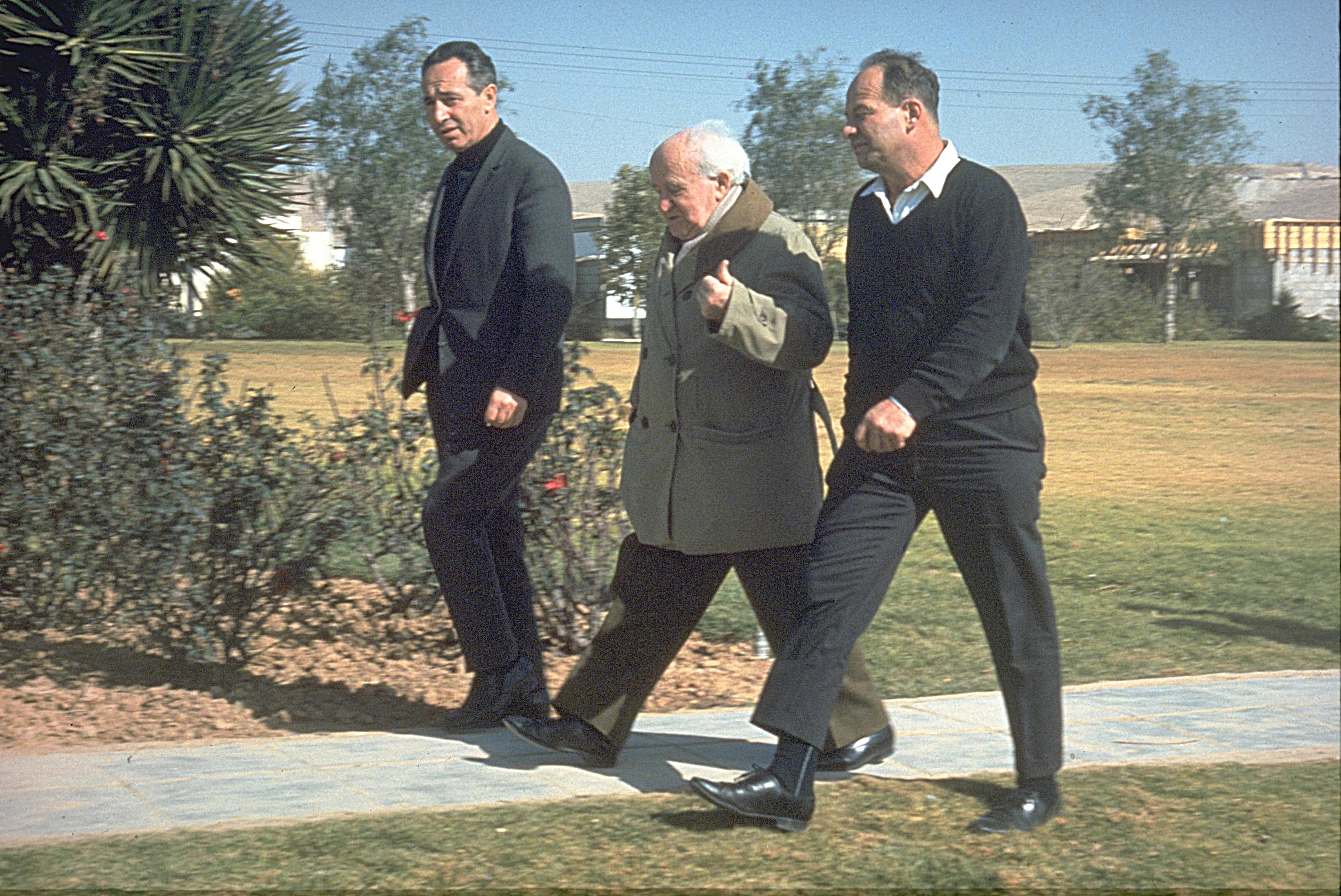
Ежедневная прогулка Бен-Гуриона по кибуцу Сде-Бокер. По правую руку от Бен-Гуриона — Шимон Перес. 1969

После своей отставки Бен-Гурион потребовал провести разбирательство по делу Лавона, однако действующий премьер Леви Эшколь отказал ему в этом. В 1965 году в Тель-Авиве состоялся съезд партии МАПАЙ, где Бен-Гурион также потребовал судебного разбирательства по делу Лавона. С критикой Бен-Гуриона выступили Моше Шарет, Леви Эшколь и Голда Меир. Особенно остро он воспринял критику Голды Меир, с которой до этого его связывала особая идеологическая близость.
Бен-Гурион решил сформировать свой список, который бы находился в составе единой партии, однако секретариат МАПАЙ отверг такую трактовку, постановив, что бывший премьер с единомышленниками вышел из МАПАЙ. Так Список рабочих Израиля (Решимат по‘алей Исраэль, сокращенно РАФИ) стал самостоятельной партией. Вслед за Бен-Гурионом к новой партии присоединились Шимон Перес и Моше Даян. Развернулась одна из самых жёстких избирательных кампаний за всю историю Израиля, и Бен-Гурион потерпел сокрушительное поражение. Его партия получила только 10 мандатов.
С десятью мандатами партия РАФИ не могла оказывать никакого значимого влияния на политику, Бен-Гурион мог только критиковать действующего премьера и его правительство. Предвидя приближение войны с Египтом, он предлагает поднять в парламенте вопрос об отставке Эшколя, однако это предложение не получило поддержки в его же партии. В те же дни он встретился с главой генштаба Израиля Ицхаком Рабином, который хотел узнать его мнение о происходящем. Бен-Гурион убеждал Рабина о необходимости прекратить эскалацию конфликта, не веря в его успешный исход.
Моше Даян писал, что Бен-Гурион стареет и становится слишком инертен, он не видит возросшей мощи израильской армии, не верит в её победу. Кроме того, он по-прежнему положительно отзывался о Шарле де Голле, который к тому моменту перешёл к более близкому сотрудничеству с арабскими государствами, а не с Израилем.
В израильском обществе стали высказываться предложения о смене Эшколя на более решительного Бен-Гуриона. Сторонники этой позиции полагали, что тот немедленно начнёт победоносную войну с Египтом. Бывший непримиримый политический оппонент Бен-Гуриона Менахем Бегин даже предложил Эшколю отстраниться от своего поста и уступить его Бен-Гуриону, который возглавил бы правительство национального единства, но предложение было отвергнуто Эшколем, а затем от него отказался и сам Бегин.
Вскоре член РАФИ Моше Даян был назначен министром обороны Израиля, Бен-Гурион назначение поддержал, но при условии, что он сам будет советником Даяна. Даян советоваться с Бен-Гурионом не собирался, и решение о начале военных действий против Египта было принято без его участия.
Бен-Гурион был подавлен началом войны, спустя несколько дней его мнение стало меняться из-за успешного исхода операции «Мокед», однако он не одобрял затянувшиеся действия на сирийском фронте и всячески пытался повлиять на ход событий. Бен-Гурион считал, что завоёванные территории следует вернуть арабским странам, но лишь в обмен на прочный мир.
После окончания войны уже и сам Бен-Гурион осознал, что теряет истинные представления о происходящем на политической арене. Постепенно он отходит от дел, на выборах в кнессет 7-го созыва (1969) Бен-Гурион возглавил «Государственный список», получивший всего четыре мандата, в то время как «Маарах» — блок МАПАЙ и «Ахдут ха-Авода», поддержанный также большинством бывших депутатов от РАФИ — набрал сорок шесть. Через год Бен-Гурион покидает кнессет и отходит от политической жизни.

### Конец жизни

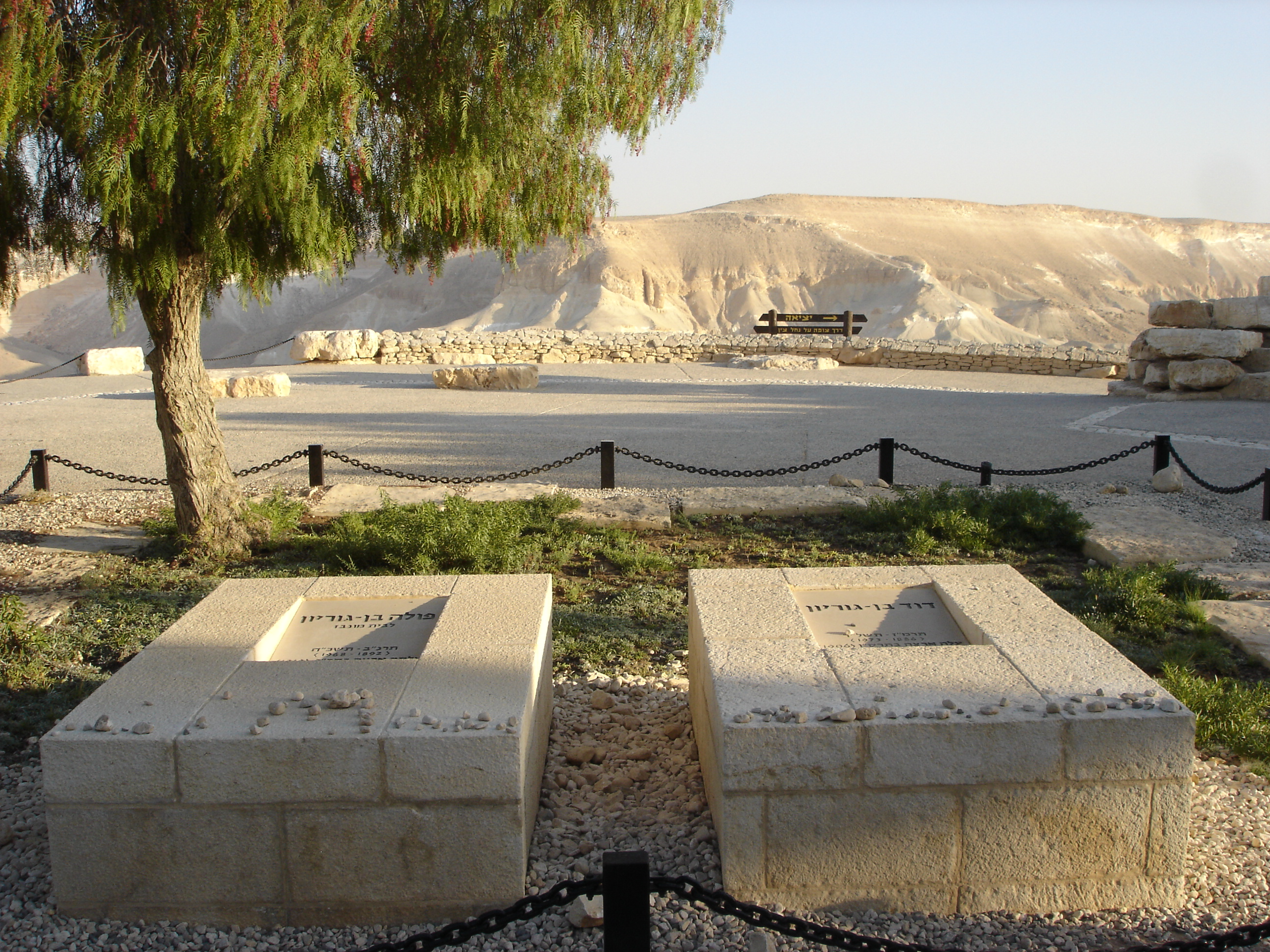
Могила Бен-Гурионов в Негеве

В 1970 году Бен-Гурион окончательно покинул кнессет и отказался от участия в политической жизни страны. Он занялся мемуарами, в которых возвращался к своей юности и молодости. Биограф Михаэль Бар-Зохар отмечает умиротворенность Бен-Гуриона в этот период: тот больше никого не критикует, а наоборот, примиряется со многими своими оппонентами. Нейтральные отношения у него устанавливаются с Голдой Меир, Менахемом Бегиным и Пинхасом Лавоном.
В 1971 году по всей стране отмечался 85-й день рождения Бен-Гуриона, в этот день премьер-министр Голда Меир и другие члены правительства посетили кибуц Сде-Бокер. Сам Бен-Гурион удостоился чести выступить в парламенте, не являясь при этом его членом. Его речь о будущем еврейского народа на земле предков вызвала бурю оваций. В том же году он совершил свою последнюю заграничную поездку, посетив Брюссель, где проходила конференция в поддержку советского еврейства.
Бен-Гурион стремительно старел, у него появились проблемы с памятью, он был подвержен сильнейшим болям в правой руке. Психическое состояние Бен-Гуриона также пошатнулось, смерть жены, скончавшейся в 1968 году, была для него сильным ударом. Огромное влияние на его здоровье оказала война Судного дня, которую Бен-Гурион встретил одиноким стариком в своей тель-авивской квартире. У Бен-Гуриона случилось кровоизлияние в мозг, две недели он пролежал в больнице, и скончался 1 декабря 1973 года.
В своём завещании Бен-Гурион просил похоронить его рядом с женой, на вершине каменного утёса недалеко от Сде-Бокера. Согласно его пожеланию на похоронах не произносили речей, также не было оружейного салюта.

## Развитие взглядов

### Юность
Давид Йосеф Грин родился в семье Авигдора Грина, который был одним из первых членов плоньской ячейки «Ховевей Цион» и чей дом стал местом собраний организации. В доме произносились сионистские речи и велись споры о судьбе еврейского народа, позже Бен-Гурион вспоминал об этом так:
Ещё не понимая содержания бесед и споров, я впитывал мечты о Сионе, которыми наполнялся наш дом во время еженедельных собраний общества «Ховевей Цион» и ежедневных встреч его деятелей с моим отцом во главе.
В 1896 году Теодор Герцль опубликовал свою книгу «Еврейское государство». Авигдор Грин стал яростным сионистом, к сионистскому движению присоединился его старший сын Авраам, а потом и младший сын Давид.
В 1900 году Давид Грин вместе со своими друзьями Шломо Цемахом и Шмуэлем Фуксом создал молодёжное общество «Эзра», одной из главных целей которого было распространение иврита среди еврейских детей бедняков Плоньска. На первом же собрании общества Грин выступил с речью на тему «Сионизм и культура». Вместе с друзьями он начинает издавать молодёжный журнал, где публикует свои стихи. В том же 1900 году он вступил в движение «Поалей Цион» Впоследствии, когда в 1903 году в Кишинёве произошёл еврейский погром, общество «Эзра» занялось сбором средств для жертв погрома. Занимаясь изучением иврита в «Эзре», Грин принял решение о переезде в Палестину.

В августе 1903 года Давид и его друзья Шломо и Шмуэль узнали об Угандийской программе, которая была предложена Герцлем на шестом сионистском конгрессе. Они были разочарованы, узнав о существовании такой идеи, так как считали, что будущее еврейское государство должно находиться в Палестине. Тогда же три друга принимают решение, что самый действенный способ борьбы с «угандизмом» — переезд в Палестину; позже Грин писал отцу: 
Единственно истинным для меня проявлением сионизма является создание еврейских поселений в Палестине; всё остальное — не что иное, как ложь, болтовня и пустая трата времени.

### «Советский» период
В конце 1910-х — начале 1920-х годов взгляды Бен-Гуриона представляли собой смесь социализма и коммунизма советского образца. Сам он называл себя большевиком. Несмотря на то, что Бен-Гурион был сторонником коммунизма, еврейские национально-сионистские идеи были для него гораздо важнее, от коммунизма его отталкивали тоталитарный режим в Советской России и диктатура, которую Москва навязывала мировому социалистическому движению.
В 1921 году он предложил создать из партии «Ахдут ха-Авода» коммуну, которая должна была быть настолько организованной, чтобы получить возможность захватить господствующее положение в Гистадруте. Однако партия отвергла эту революционную идею, и Бен-Гурион оставил все партийные посты. В этот же период Бен-Гурион предлагал преобразовать Гистадрут в уравнительную коммуну, куда должны войти все кооперативные хозяйства. Новое общество должно было обеспечивать рабочих всеми необходимыми товарами, а также руководить всеми общественными работами в Палестине. «Общество трудящихся» становилось бы рабочей армией, где распределение труда и товаров было бы строго подчинено уставу. Такое предложение вызвало резкую критику, тогда Бен-Гурион его переработал. В новом плане Бен-Гурион убрал понятия «рабочей армии» и коммуны с военной дисциплиной, но и этот план был отвергнут.
В последнем, третьем варианте этого плана Бен-Гурион полностью отказался от большевистских идей. Теперь его идея не предусматривала создания всеобщей коммуны, военной дисциплины и неограниченной власти руководителей над подчинёнными. «Обществу трудящихся» должны были быть подчинены финансовые службы Гистадрута. Такой вариант устроил членов организации, и при Гистадруте было создано такое общество.
В 1923 году Бен-Гурион посетил Советский Союз, этот визит вызвал в нём бурю чувств. Когда Бен-Гурион осенью 1923 года прибыл в Одессу, он был поражён количеством бедных и страдающих людей. Палестинская продукция на проходившей в Москве выставке вызвала большой интерес как со стороны местных евреев, так и со стороны русских. Тогда Бен-Гурион решил, что необходимо укрепить связи между сионистами и Советской Россией, в его планах было открытие в Москве филиала банка «Банка Апоалим» и создание совместной торговой комиссии. При этом Бен-Гурион не мог отрицать враждебного отношения советских властей к сионизму, но он считал, что необходимо сделать всё для того, чтобы в СССР пришло правильное понимание сионизма. По дороге в Палестину Бен-Гурион записал в своём дневнике строки, в которых он выражал своё восхищение Лениным.
В 1924—1928 годах заканчивается «красный» период жизни Бен-Гуриона, постепенно разрушается его вера в коммунизм.

### Четвёртая алия
Весной 1924 года началась Четвёртая алия, в составе которой в Палестину прибыло примерно 65 тысяч евреев, большую часть составляли представители среднего класса. Бен-Гурион подозрительно относился к алие буржуазии, так как он считал, что движущей силой евреев в Палестине должны быть рабочие.
Вскоре начались нападки на еврейское рабочее движение в Палестине, которое много лет считало, что именно оно будет определять путь развития Эрец-Исраэль. Одним из первых атаку на социалистов начал Владимир Жаботинский, а затем и другие сионисты и сионистские организации. Сионисты-буржуа критиковали экономические просчёты рабочих, по их мнению многие поселения были нежизнеспособны, а предприятия Гистадрута находились в кризисе.

На 14-м и 15-м сионистских конгрессах при заселении Эрец-Исраэль было отдано предпочтение городским поселениям, а не сельским районам; богатым репатриантам, а не бедным халуцим. Таким образом, по мнению мирового сионистского движения, развитие Палестины должно было происходить на капиталистической основе. Бен-Гурион в ответ критиковал буржуа: 
Мы боролись и будем бороться с теми, кто впадает в заблуждение, считая, что эта благородная и трудная задача — осуществление идей сионизма — может быть решена только посредством общества, основанного на выгоде; что можно творить «добрые дела», приведя в эту маленькую обнищавшую страну народ, лишённый родины… Если эта бредовая, ничем не подкреплённая идея существует, так это — пустое понятие, согласно которому в поисках выгоды можно было бы довести до добра это прибыльное дело, которое заключается в том, чтобы собрать воедино не знающий физического труда, рассеявшийся по всему свету народ и заселить им эту обездоленную землю.
В 1926 году алия пошла на спад, а экономическая обстановка ухудшилась, и многие эмигранты-буржуа начали массово покидать страну. Бен-Гурион писал об этом так:
Буржуазия пришла и проиграла. Она проиграла потому, что хотела использовать в Палестине те же методы, которыми зарабатывали на жизнь евреи, жившие в диаспоре; она не поняла, что Палестина совсем другая, чем Польша.

### Взгляды в период Британского мандата
После того, как эмигранты четвёртой алии стали покидать Палестину, Бен-Гурион решил снова направить сионистское движение по социалистическому пути, для чего ему требовалось завоевать руководящие позиции в движении. Он хотел осуществить это через создание организации социалистического толка, параллельной Всемирной сионистской организации. Чтобы создать такую организацию, сначала требовалось объединить крупнейшие рабочие партии «Ахдут ха-Авода» и «Ха-Поэль ха-Цаир». Однако видные деятели партии «Ха-Поэль ха-Цаир» не делали шагов к объединению партий, несмотря на это, в начале января 1930 года состоялась конференция, посвящённая объединению двух партий, в результате 5 января была создана партия МАПАЙ (Рабочая партия Земли Израиля).
В августе 1929 года в Палестине разразились беспорядки, в результате которых английское правительство выпустило Белую книгу. В этом документе Британия фактически отказывалась от идеи создания еврейского государства в Палестине. Вернувшийся на родину Бен-Гурион был раздражён этим событием и в ярости на заседании МАПАЙ призывал к началу восстания:
Англия сильна, эта самая огромная из мировых империй, но чтобы сокрушить самые громадные скалы, бывает порой достаточно мельчайшей песчинки, которая таит в себе гигантские силы. Эти силы таятся и в нас. Если злодейская империя сковывает рвущуюся из нас творческую энергию, то эта энергия станет энергией взрыва и сметёт кровавую Британскую империю.
Однако его предложение не получило поддержки в партии — напротив, с критикой на Бен-Гуриона обрушились многие видные сионистские деятели, такие, как Хаим Арлозоров и Моше Шерток. Вскоре он и сам отказался от этой идеи, начав разрабатывать новый курс, ища позитивные моменты в тяжелом политическом кризисе. Бен-Гурион заявлял, что само возвращение евреев в Палестину было вызвано кризисом.

#### Бен-Гурион и Вейцман
В ходе борьбы за власть в сионистском движении главным соперником Бен-Гуриона стал президент Всемирной сионистской организации Хаим Вейцман. Вейцман сыграл активную роль при принятии Декларации Бальфура, которая заложила основы существования Государства Израиль.
Израильский политический и государственный деятель Шимон Перес отметил, что несмотря на разногласия, между этими двумя крупнейшими сионистскими лидерами, они умели находить компромисс ради общего блага. Доктор Алек Эпштейн считает, что различия во взглядах Вейцмана и Бен-Гуриона вызваны разностью их биографий.
Основным расхождением Бен-Гуриона и Вейцмана было отношение к британской позиции по еврейскому государству, Вейцман традиционно поддерживал Великобританию, даже после выхода Белой книги, ограничившей еврейскую иммиграцию в Палестину. Бен-Гурион полагал, что вся работа Вейцмана основана только на еврейско-британском сотрудничестве. В одной из своих статей, написанной в 1926 году, Бен-Гурион положительно оценивает роль Великобритании, однако после выхода Белой книги Бен-Гурион принимает решение о переориентации политики еврейского ишува на сотрудничество с Соединёнными штатами (в дальнейшем Шимон Перес напишет, что именно Бен-Гурион, преодолевая сопротивление идеологических оппонентов, сумел утвердить в израильском обществе проамериканские настроения).
Другим камнем претконовения для двух сионистских лидеров был вопрос диаспоры. Бен-Гурион пренебрежительно относился к диаспоре, полагая, что вся еврейская культура, политика и быт сосредоточены на исторической родине еврейского народа. Вейцман, будучи старше Бен-Гуриона, развивался прежде всего как национальный лидер еврейского народа, а не как политический деятель палестинского еврейства, он свободно перемещался по Европе, переехав в Палестину только ближе к старости. Жизнь Бен-Гуриона была неразрывно связана с Палестиной.
В период особой преданности марксистским идеалам Бен-Гурион считал, что арабская знать Палестины является классовым врагом еврейского и арабского пролетариата. Вецйман особое влияние уделял арабскому вопросу, предпочитая решать его с деятелями арабских государств и британским правительством. Бен-Гурион был сторонником равноправия еврейских и арабских граждан в будущем государстве.
Вейцман был космополитом и либералом, человеком западной культуры, который активно занимался дипломатией. Бен-Гурион же был социалистом и предпочитал дипломатии практическое построение еврейского государства в Палестине.

#### Бен-Гурион и Жаботинский
Биограф Михаэль Бар-Зохар пишет, что Жаботинский и Бен-Гурион были во многом антиподами друг другу. Политолог Алек Эпштейн отмечает, что Бен-Гурион был одним из самых резких критиков Жаботинского. В то же время израильский политический деятель Биньямин Нетаньяху в одной из своих статей утверждал, что несмотря на то, что Бен-Гурион и Жаботинский расходились в понимании многих вопросов, именно Бен-Гурион воплотил часть тезисов Жаботинского.
Основным пунктом разногласий Бен-Гуриона и Жаботинского было расхождение в экономической сфере. Жаботинский выступал за свободный рынок и либеральную экономику, а Бен-Гурион был сторонником идей социализма.
Конфликт между Бен-Гурионом и Жаботинским начался на 17-м сионистском конгрессе, когда Бен-Гурион обвинил ревизионистское движение в «воспитании молодёжи в духе расизма и ненависти к трудящимся». Бен-Гурион опасался еврейского фашизма, который всё больше и больше захватывал массы. В своей поездке по Европе (1933 год) Бен-Гурион агитировал против идей ревизионистов. Бен-Гурион называл своего противника «Владимир Гитлер» и «дуче» (по аналогии с Бенито Муссолини).
Особая неприязнь к Жаботинскому и его последователям возникла после убийства в 1933 году Хаима Арлозорова — молодого лидера социалистического сионистского движения. В этом убийстве Бен-Гурион обвинял ревизионистов.
После победы Бен-Гуриона на выборах в исполнительный комитет Еврейского агентства он считал, что ревизионисты уже не вернут себе власть и популярность среди евреев. Однако от борьбы Бен-Гурион решил отказаться, из-за опасности раскола всего сионистского движения. В октябре 1933 года Бен-Гурион много раз встречался с Жаботинским, они попытались примирить левых и правых сионистов, однако выработанные ими соглашения не были поддержаны представителями их же движений. На обоих лидеров обрушился шквал недовольства. В этот период между Жаботинским и Бен-Гурионом зародились дружеские отношения, они прониклись уважением друг к другу, но постепенно вновь перешли к конфронтации, вызванной созданием «Новой сионистской организации», президентом которой стал Жаботинский. Создание это организации означало раскол в сионистском движении.
Жаботинский умер в 1940 году, он завещал перезахоронить свой прах в Израиле, однако Бен-Гурион противился этому, и воля Жаботинского была исполнена только в годы, когда премьером стал Леви Эшколь.

#### Арабский вопрос
Давид Бен-Гурион нейтрально относился к арабскому населению Палестины, вплоть до беспорядков в Палестине 1929 года он даже полагал, что еврейский рабочий класс и арабское крестьянство имеют схожие интересы. Израильский государственный деятель, шестой президент Израиля Хаим Герцог писал, что после погромов 1929 года Бен-Гурион решил, что единственным возможным способом добиться безопасности для евреев Палестины является создание еврейского большинства на этой территории.
В 1928 году Давид Бен-Гурион озвучил двадцать восемь принципов еврейской государственности. Согласно этому документу, в еврейском государстве необходимо гарантировать использование арабского языка во всех государственных институтах, а также равенство всех граждан перед государством независимо от национальности и вероисповедания. Бен-Гурион не был сторонником насильственного трансфера арабов с территории будущего еврейского государства, он выступал за мирный трансфер евреев с территории будущего арабского государства, параллельно с мирным и добровольным трансфером арабов с территории Израиля. Когда новое лейбористское правительство Великобритании во главе с Клементом Эттли предложило произвести трансфер арабов, чтобы урегулировать палестинскую проблему, Бен-Гурион выступил резко против планов лейбористов, заявив, что евреи Палестины против трансфера и «не считают возможным выселить из страны даже одного араба».
Бен-Гурион считал, что арабский вопрос является одной из острейших проблем для еврейского государства. Однажды он высказал один из вариантов решения проблемы, предлагая ассимилировать арабское меньшинство еврейским большинством, объявив палестинских арабов потомками евреев. Однако эта идея не была претворена в жизнь.

### Период государственной независимости

#### Внешняя политика
Давид Бен-Гурион считал, что Израиль в своей внешней политике должен опираться на мировое еврейство. По его мнению, евреи Израиля и все остальные евреи неразрывно связаны, и Израиль несёт ответственность за всё мировое еврейство.
Бен-Гурион насторожённо относился к СССР, избегая прямой конфронтации с Советским Союзом, а также отмечал доброжелательное отношение скандинавских стран, США и Франции к еврейскому государству. Отношение Бен-Гуриона к Великобритании было негативным вплоть до 1951 года, что было связано с британской политикой в подмандатной Палестине. После отставки в 1951 году Эрнста Бевина с поста министра иностранных дел Соединённого Королевства в отношениях между двумя странами наступает потепление.
Когда в 1956 году США отказали Израилю в поставках оружия, Бен-Гурион счёл необходимым установить более тесные связи с Францией. Именно тогда были заложены крепкие связи Израиля и Франции в военной сфере.
Бен-Гурион полагал, что США самая сильная держава в Западном полушарии и поэтому союз с ней стратегически важен. Кроме того, в США проживала самая крупная на тот момент еврейская община мира, поэтому установление крепких дружеских отношений с США было обозначено первоочередной задачей израильской дипломатии.
По замыслу Давида Бен-Гуриона ближневосточная политика Израиля должна быть основана на крепких связях с неарабскми странами региона, такими как Турция, Эфиопия и Иран.
В 1956 году агенты Моссада получили копию доклада Н. С. Хрущёва на XX съезде КПСС, посвящённого развенчанию культа личности Сталина. Когда Бен-Гурион прочитал текст доклада, то он заявил, что если доклад не является фальшивкой, то СССР обречён распасться в будущем (он ошибся только с датой, «отпустив» Советскому Союзу ещё 20 лет существования).

#### Внутренняя политика

##### Армия обороны Израиля
Ещё до появления Государства Израиль в подмандатной Палестине были сформированы еврейские военизированные организации, такие как «Хагана», «Пальмах», «ЭЦЕЛ» и «ЛЕХИ». Бен-Гурион считал, что у нового государства должна быть не только единое правительство, но и единая армия, которая станет институтом, цементирующим разнородное общество, стирая различия между выходцами из разных еврейских общин.
Жёсткими методами Бен-Гурион добился слияния всех вышеперечисленных организаций в Армию обороны Израиля, однако вплоть до отставки Бен-Гуриона представители офицерского состава «Пальмах», «ЭЦЕЛа» и «ЛЕХИ» не назначались на пост начальника Генштаба АОИ. После выборов в кнессет 1-го созыва Бен-Гурион провёл запрет на включение действующих армейских офицеров в партийные списки для выборов в кнессет, тем самым добившись деполитизации израильской армии.

##### Отношение к арабскому сектору
В период Войны за независимость Израиля Бен-Гурион издал инструкцию, в которой запрещалось сжигать арабские населённые пункты, изгонять арабское население, а также высылать арабов без разрешения министра обороны Израиля. После массового бегства арабов из Палестины в дни войны и возникновения проблемы палестинских беженцев он, однако, исходил из позиции, что эта проблема не должна решаться путём их возвращения на территорию Израиля. Бен-Гурион полагал, что бегство арабов с территории подмандатной Палестины показало их истинное отношение к своей земле.
Давид Бен-Гурион мечтал присоединить Западный берег реки Иордан к Государству Израиль, однако когда такая возможность представилась, он отказался отвоёвывать эти территории у Иордании. Его пугало демографическое превосходство арабов, по его мнению Израиль не мог позволить себе присоединить ещё миллион арабов, которые благодаря высокой рождаемости станут большинством в Израиле. Бен-Гурион говорил: «Наша главная проблема — нехватка евреев, а не нехватка территорий».
Бен-Гурион настаивал на сохранении военного управления в арабских населённых пунктах Израиля, считая это гарантией безопасности Государства Израиль. Когда было выпущено новое, двуязычное (на иврите и арабском) удостоверение гражданина Израиля, Бен-Гурион отказывался его получать. Он считал, что арабы имеют право жить на Земле Израиля, однако только еврейская нация имеет право на свою государственность на этой территории.

##### Спорные территории
В ходе Войны за независимость Израиля Бен-Гурион выступил с предложением о наступлении израильской армии на большую часть территории Западного берега реки Иордан, однако правительство Израиля отвергло данное предложение. Впоследствии Бен-Гурион сожалел, о том, что такое наступление было сорвано, и Старый город Иерусалима, а также Иудейские горы остались в составе Трансиордании.
Именно Бен-Гурион провёл решение о провозглашении Иерусалима столицей Израиля. Бен-Гурион полагал, что такие города, как Иерусалим и Хеврон, должны быть в составе Израиля, а от остальных территорий Западного берега возможно отказаться ради установления мира в регионе. В то же время Бен-Гурион был против возвращения данных территорий в состав Иордании, предлагая передать Западный берег под управление палестинцев.
Бен-Гурион был противником возвращения Голанских высот Сирии, однако считал возможным вернуть Египту Синайский полуостров в обмен на крепкий мир и свободное судоходство для израильских судов в Эйлатском заливе и Суэцком канале.

## Личная жизнь

### Первая любовь
Первой любовью Давида Грина стала Рахель Нелькина. Когда в 1905 году молодой Грин возвращается из Варшавы, он видит перед собой другую Рахель, не ту, что оставил, когда уезжал из Плоньска. Девочка превратилась в девушку, причём очень красивую, и Давид сразу влюбился в неё. Его подруга, Сара Квашне, которая в это же время полюбила Давида Грина, вспоминала:
Когда он говорил, я видела свет, исходящий от его лица. Я очень любила его, просто как женщина. Но я знала, что он любит красавицу Рахель Айзик, и я похоронила любовь в своём сердце.
Рахель отвечала ему взаимностью, однажды она пошла с Давидом гулять по городу, консервативные плончане осудили этот поступок, после него некоторые родители запретили своим детям общаться с Рахелью. Позже Бен-Гурион вспоминал, что его город в то время был очень консервативен.
Влюблённый Грин посвящал Рахели стихи, однажды она обнаружила в его доме целую тетрадку стихов, позже тетрадь была утеряна, но спустя какое-то время Давид подарил ей тетрадь собственноручно переписанных стихов Хаима Бялика.
7 сентября 1906 года Рахель Нелькина и Давид Грин в составе большой группы плончан прибыли в Яффу. По прибытии в Палестину Рахель работала бок о бок с Давидом. Однако её руки не были приспособлены к грубой работе, в том числе к земледелию. Увидев это, руководитель общины уволил её, и Рахели было очень стыдно. Такое поведение вызвало упрёки со стороны друзей-плончан, среди которых был и Давид. Молодой Грин выступил против неё не потому, что он разлюбил её, а потому, что её поведение не соответствовало его идее завоевания Эрец-Исраэль через физический труд. В это время у Рахели появляется соперница. Малка почти во всём, кроме красоты, противоположна Рахели. Отношения между девушками стали портиться, когда у Давида случился приступ лихорадки, и его положили в доме, где жила Малка. Малка не пустила к нему пришедшую навестить его Рахель, прошло много времени, прежде чем девушки помирились.
Несмотря на то, что Давиду нравилась Малка, любил он Рахель, на которой так никогда и не женился. В то время Давид, как и его друзья, не думал о браке. Это происходило из-за того, что он был ещё слишком молод и не хотел жениться, и потому, что не хотел заводить детей в таком раннем возрасте. Бен-Гурион обосновывал это отсталостью Палестины от других стран, дети просто не смогли бы получить нормальное еврейское образование.
Жизнь Давида Грина в то время была очень подвижной, он много ездил, встречался с разными людьми, выступал, а Рахели был нужен другой человек, который мог бы находиться рядом с ней, оберегать её, уделять ей внимание. И в конце концов она полюбила другого и в 1908 году вышла замуж за Иехезкеля Бейт-Халахми (по словам Михаэля Бар-Зохара, разбив этим поступком сердце Давида).

### Женитьба
Давид Бен-Гурион познакомился со своей будущей женой Полиной (Полой) в США в доме своего знакомого Эльсберга. Давиду тогда было тридцать лет, Полина была моложе его на шесть лет. Особой красотой она не отличалась — круглолицая девушка была примерно того же роста, что и сам Бен-Гурион, и носила очки. Полина родилась в Минске, потом эмигрировала в Соединённые Штаты. В то время она работала медсестрой в больнице.
Бен-Гурион казался ей большим человеком, несмотря на внешность, её привлекал его ум, его ораторские способности. Полина проявила желание помочь Бен-Гуриону в подготовке его книги об Эрец-Исраэль, и постепенно они полюбили друг друга. Однако Давид не признавался ей в любви, лишь через несколько месяцев после свадьбы он сказал ей:
Я полюбил тебя до того, как мы поженились, ты это знаешь, хоть я тебе об этом и не говорил.
Перед тем как сделать ей предложение, Бен-Гурион предупредил её, что если она выйдет за него замуж, ей придётся уехать в Палестину вместе с ним. Несмотря на это, она согласилась.
Они поженились утром 5 декабря 1917 года. Полина отлучилась на некоторое время из больницы, а Бен-Гурион уже ждал её у здания нью-йоркского муниципалитета, где они и зарегистрировали свой брак. После этого она вернулась в больницу, а он отправился на заседание комитета «Поалей Цион».

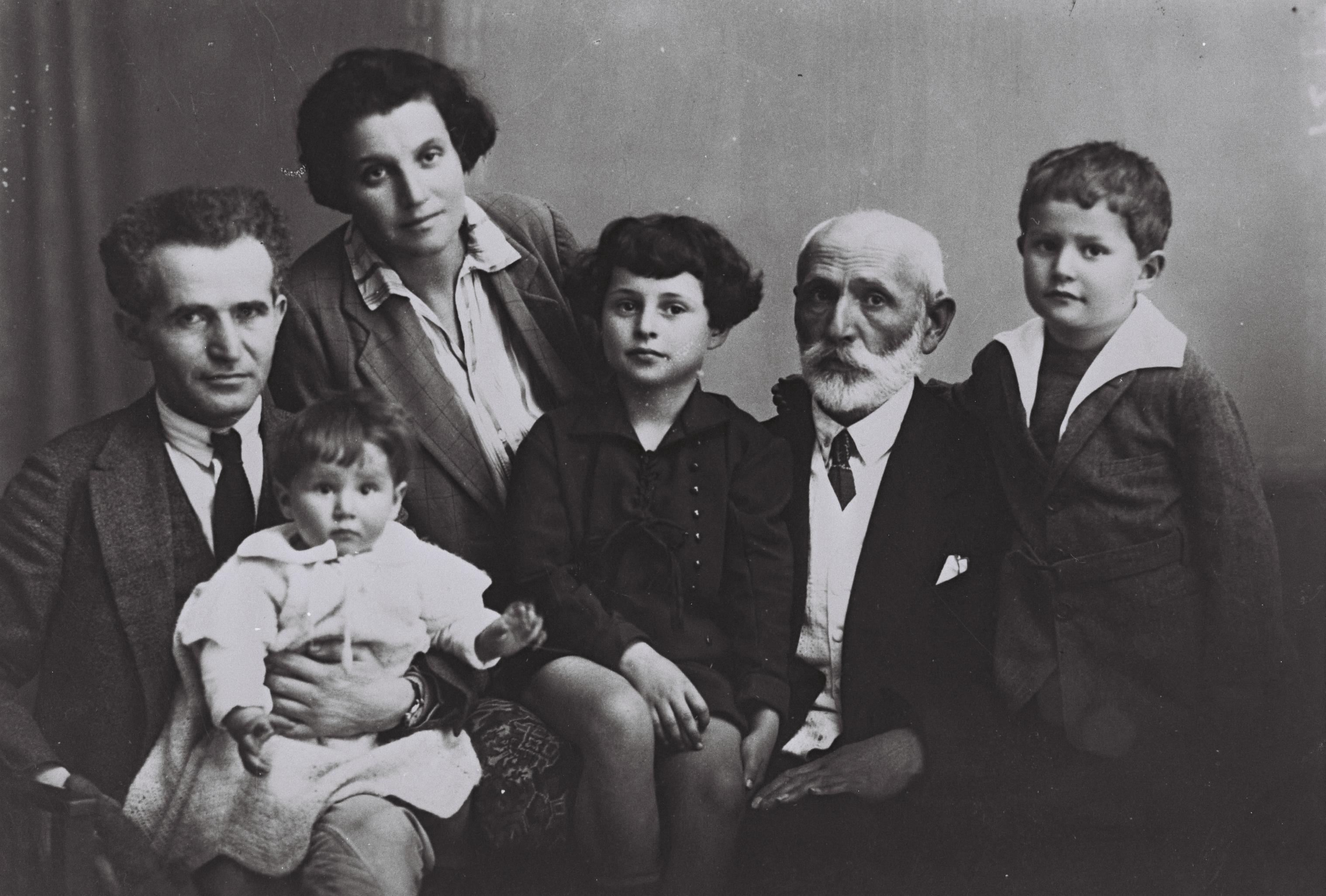
Семья Бен-Гурионов

26 апреля 1918 года Бен-Гурион сообщил жене, что собирается вступить в Еврейский легион, чтобы освобождать Палестину от турок. Полина болезненно восприняла эту новость. Она была на четвёртом месяце беременности, и ей не хотелось оставаться без мужа. Будучи в армии, Бен-Гурион написал завещание, имущество он решил оставить ещё не рождённому ребёнку, которого завещал назвать Яривом (если родится мальчик) или Геулой (если родится девочка), также он хотел, чтобы ребёнок был перевезён в Палестину и изучал иврит. Книги он завещал Иерусалимской библиотеке, а свои труды он завещал выпустить в форме книги на иврите.

### Семейная жизнь
Когда Бен-Гурион находился в Каире, он получил от жены телеграмму, в которой она сообщала о рождении дочери Геулы.
15 ноября 1919 года, после более чем годовой разлуки, жена и дочь Бен-Гуриона прибыли в Яффу. Тогда же он впервые увидел свою дочь — Геулу.
В 1920 году семья Бен-Гуриона вместе с ним отправляется в Лондон. В августе того же года, когда Бен-Гурион находился в Вене, Полина вызвала его в Лондон срочной телеграммой. Давид выехал в Лондон; спустя неделю после его прибытия у него родился сын — Амос.
Давид Бен-Гурион ценил свою жену за умение разбираться в людях, чего сам он, по собственному же признанию, делать не умел. Год, проведённый вдалеке от Тель-Авива в кибуце Сдэ-Бокер, сблизил Давида и Полину, которой трудно давалась жизнь вдали от привычного окружения.
Бен-Гурион не проявлял особого внимания к своим детям и внукам. Больше всего он любил свою младшую дочь Ренану, в которой он ценил тягу к знаниям, хорошей учёбе и достижения в научной сфере. Бен-Гурион любил бывать в гостях у Ренаны и встречаться с представителями научного сообщества на её вечерах.

### Дружеские отношения
Жизнь Бен-Гуриона была наполнена общением с разными людьми. Однако сам он писал, что у него было только три настоящих друга. Первым из них был Ицхак Бен-Цви, будущий президент Государства Израиль, с которым молодой Бен-Гурион познакомился в начале своей жизни в Палестине.
Другим близким по духу человеком стал Шмуэль Явнеэли, один из деятелей рабочего движения. Бен-Гурион и Явнеэли познакомились в поселении Седжера. Третьим другом Бен-Гуриона был Берл Кацнельсон, видный сионистский деятель, познакомившийся с Бен-Гурионом в 1919 году в Египте.
За годы, предшествовашие Второй мировой войне, и на её протяжении руководство сионистского движения потеряло таких деятелей, как Зеэв Жаботинский, Хаим Арлозоров, Элияху Голомб и другие. Единственным человеком, который мог вести за собой сионистское движение, стал Бен-Гурион. Поэтому когда в 1944 году умирает Берл Кацнельсон, Бен-Гурион остался в одиночестве.
Ицхак Бен-Цви скончался незадолго до Дня независимости Израиля в 1963 году, в письме к Рахели Бейт-Халахми Бен-Гурион пишет, что теперь чувствует себя «осиротевшим», и о близости собственной кончины.
Крепкие и доверительные отношения связывали Давида Бен-Гуриона с его секретарём Нехемией Арговым. Бен-Гурион тяжело перенёс сообщение о самоубийстве Нехемии, на последующем заседании в кнессете Бен-Гурион произнёс речь в честь погибшего товарища, а также попросил кнессет почтить его смерть минутой молчания.

### Религиозные взгляды
Бен-Гурион описывал себя как нерелигиозного человека, развившего атеизм в своей молодости и не проявлявшего большой симпатии к традиционному иудаизму, хотя он много цитировал Тору и Танах в своих речах и произведениях. Известно, что Бен-Гурион работал в Йом-кипур и употреблял свинину. Однако в последние годы жизни традиционный иудаизм начал занимать больше места в его мировоззрении. В интервью 1968 году его спросили, верит ли он в Бога, и он ответил: «Вопрос в том, кто такой Бог… Я не верю, что Бог говорил с Моисеем. Моисей услышал человеческий голос в своём сердце, и вот, как он знал, что должен это сделать».
За два года до смерти, в интервью еженедельнику Hotam Давид Бен-Гурион сказал: «Я тоже глубоко верю во Всемогущего. Я верю в единого Бога, всемогущего Творца. Моё сознание осознает существование материального и духа… я не могу понять, как порядок царит в природе, в мире и вселенной — если не существует высшей силы. Этот верховный Творец находится за пределами моего понимания… но он и управляет всем».
Давид Бен-Гурион рассматривал Государство Израиль как продолжение Царства Давида и Соломона и считал, что Война за независимость и создание еврейского государства есть продолжением войн за независимость Израиля со времён конца восстания Бар-Кохбы.

### Языки
Давид Бен-Гурион свободно владел идишем, русским, ивритом, турецким и на высоком уровне французским и английским языками.

## Публикации
- «Письма Пауле и детям» (1958)
- «Синайская кампания» (1960)
- «Вещи как они есть» (1965)
- «Отчий дом» (1966)
- «Об уникальности и предназначении» (1971)
- «Послания Давида Бен-Гуриона» (1971—1974)
- «От места к людям» (1974)
- «Обновлённое государство Израиль» (1974)
- «Воспоминания» (1973—1975)
- «Мои переговоры с арабскими лидерами» (1975)
- «Идеология и сионистская политика» (1978)
- «Военный дневник: Война за независимость 1948−1949» (1982)

## Увековечение памяти
- Именем Бен-Гуриона был назван израильский международный аэропорт рядом с Лодом.
- В честь Давида Бен-Гуриона был в 1973 году переименован Университет имени Бен-Гуриона в Негеве, расположенный в Беэр-Шеве[134]. Имя Бен-Гуриона носит также колледж-интернат в кибуце Сде-Бокер[135].
- В соответствии с законом, принятым кнессетом в 1976 году, были учреждены Институт по изучению наследия Бен-Гуриона, Институт по изучению пустыни и Дом-музей Бен-Гуриона в Тель-Авиве[136]. Дом-музей Бен-Гуриона действует также в кибуце Сде-Бокер.
- В честь Бен-Гуриона названы улицы и районы во многих городах Израиля, в Берлине[137], Нюрнберге[138], а также набережная в Париже[139].
- В его часть названа Премия Бен-Гуриона[ивр.].